# قو
قو پرنده‌ای از تیره مرغابیان است، که غازها و اردک‌ها را نیز در بر می‌گیرد. این پرنده دارای جثهٔ بزرگتری نسبت به دیگر اعضای این خانواده است و از بزرگ‌ترین و زیباترین پرندگان آبزی جهان به‌شمار می‌رود. با اینکه یک نژاد از قو دارای پرهای کامل سیاه‌ است و یک نژاد دیگر دارای پرهای سیاه بر گردن است؛ اما، در باور همگانی این پرنده بیشتر با رنگ سفید پرهایش به یاد آورده می‌شود.
قوها در بیشتر مناطق نیم‌کره شمالی یافت می‌شوند. در قاره استرالیا و آمریکای جنوبی نیز دو گونه از این پرنده زندگی می‌کنند. آن‌ها در مناطق آبگیری و مردابگونه زندگی و تخم‌گذاری می‌کنند و با آمدن و رفتن فصل‌ها به مناطق دیگر مهاجرت می‌کنند. ایران از جمله مناطقی است که قوهای مهاجر زمستان‌ها را در آن می‌گذرانند و سه گونه قو به مناطق شمالی ایران و دیگر مناطق خاورمیانه مهاجرت می‌کنند.
این پرندگان مانند دیگر اعضای خانواده اردکیان گیاه‌خوار هستند و از گیاهان آبزی تغذیه می‌کنند. آن‌ها گاه موجودات ریز زیرآبی و به ندرت ماهی‌ها را نیز می‌خورند. قوها در طول زندگی به‌طور معمول تنها یک همسر اختیار می‌کنند و میزان جدایی در آن‌ها بسیار کم است. آن‌ها تنها در صورتی زوج جدید انتخاب می‌کنند که یا همسرشان بمیرد یا آنکه نتوانند تخم‌گذاری و جوجه‌آوری کنند. قوها در حالت کلی بسیار آرام هستند و تنها در صورت نزدیک شدن مهاجمان در هنگام نگهداری از جوجه‌هایشان به شدت خشن می‌شوند. این پرندگان جانورانی قلمروخواه هستند و با تمام توان از قلمروی خود در برابر مهاجمان احتمالی دفاع می‌کنند.
به دلایل گوناگون از جمله وفاداری زوج‌ها به هم در میانشان یا داشتن ظاهری زیبا و باوقار، این پرندگان در داستان‌ها و افسانه‌های سراسر زمین جایگاه ویژه‌ای داشته‌اند. از گذشته‌های دور از این پرنده در ادبیات و هنر جهان، به ویژه اروپا، به نیکی یاد شده و رنگ سفید پرهایش نشانه‌ای از معصومیت و پاکی آن به‌شمار می‌آمده‌است. بسیاری از افسانه‌های مردمان جهان پیرامون قو آن را مرتبط با افسانه آفرینش و نشانه‌ای از خدایان دانسته‌اند.

## فرگشت و رده‌بندی

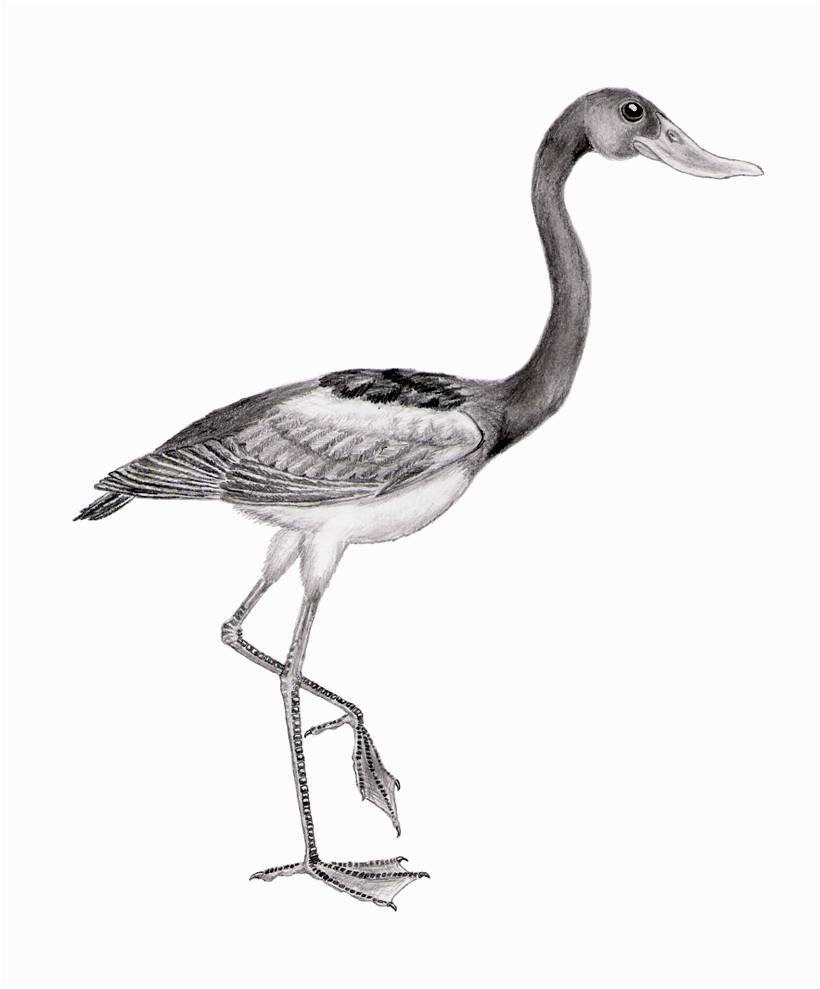
کهن‌غازان از نخستین سرده‌های غازسانان روی زمین به‌شمار می‌روند.

### فرگشت
نوشتار اصلی: فرگشت غازسانان
زیرخانواده غازیان (Anserinae) شامل اردک‌های سوت‌زن، قوها، و غازها است. نخستین رده‌بندی مربوط به قوها و دیگر اعضای خانواده اردک‌ها و غازها توسط لینه در سال ۱۷۵۸ و با انتشار نام ۳۵ گونه از جمله یک گونه از قو صورت گرفت. در طی ۲۴۰ سال پس از انتشار کتاب لینه با نام سامانه طبیعت، پیشرفت‌های زیادی در رده‌بندی اردک‌ها، قوها، و غازها صورت گرفت و دقیق‌ترین این رده‌بندی‌ها در طول دههٔ ۱۹۹۰ و با کمک دانش‌های سنگوارهشناسی و بررسی دی‌ان‌ای صورت گرفتند. با این حال تفاوت‌های بسیار در زمینه نام‌گذاری گونه‌ها و تیره‌هایشان از سوی آرایه‌شناسان و پرنده‌شناسان باعث شده‌است تا یک رده‌بندی یکسان برای این جانوران پدید نیاید.
سنگواره‌های برجای مانده از زیرخانواده غازیان نقش بنیادین در پی بردن به چگونگی فرگشت این جانوران داشته‌اند و از آنجا که این پرندگان در مناطق آبخیزی زندگی می‌کردند که در آن‌ها احتمال آنکه لاشه پس از مرگ به میان گل و لای فرو رَوَد زیاد بوده، اطلاعات مناسبی دربارهٔ روند فرگشتی اعضای این خانواده در دست هستند. کهن‌ترین سنگواره‌های یافت‌شده از زیرخانواده غازان به دوره الیگوسن (۳۲ تا ۲۳ میلیون سال پیش) بازمی‌گردند. سنگواره‌های قوهایی چون قوی سوت‌زن مربوط به دوره‌های پلیستوسن و هولوسن در آمریکای شمالی پیدا شده‌اند.
بررسی‌ها نشان می‌دهند که قو در اروپا و اوراسیای غربی در دوره میوسن تکامل یافت و تا دوره پلیوسن در همه نیمکره شمالی پراکنده شد. اینکه گونه‌های ساکن در نیمکره جنوبی در چه زمانی از گونه‌های شمالی جدا گشتند مشخص نیست. قوی گنگ به دلیل ظاهر آن و پراکندگی‌اش، به ویژه در مناطقی که در طی واپسین عصر یخبندان زندگی‌ناپذیر بودند، همچنین همانندی زیادش به قوی سیاه از انواع جدیدتر این گونه به‌شمار می‌آید.

### رده‌بندی
تبار قوتباران (Cygnini) شامل دو سرده Cygnus و Coscoroba است ولی گاه سومین سرده با نام Olor نیز به منظور متمایز کردن قوهای ساکن نیمکره شمالی به کار می‌رود. کهن‌ترین سنگواره‌های منسوب به Cygnini مربوط می‌شوند به Cygnavus formosa (به دست آمده از بسترهای الیگوسن آغازین در روسیه) و Guguschia nailiae (مربوط به الیگوسن در آذربایجان)؛ با این حال به نظر می‌آید که هر دو از قوهای کنونی متمایز باشند و بیکارت در ۱۹۹۰ نتیجه گرفت که آغازی‌ترین جانورانی که می‌توان به Cygnini مربوط دانست Cygnus mariae و Paracygnus plattenis در پایان میوسن در آمریکای شمالی بوده‌اند. همه سنگواره‌های یافت شده، به استثنای Cygnus sumnerenis در زلاندنو، در نیمکره شمالی پیدا شده‌اند.
ارتباط قوی کوسکوروبا با دیگر قوها محل بحث و بررسی بسیار بوده‌است. بر پایه رفتار جنسی این پرنده، جانزگارد در ۱۹۶۰ نتیجه گرفت که قوی کوسکوروبا پیوندی میان غازهای راستین و اردک‌های سوت‌زن است. در حقیقت شکل سر و نوک و شمایل جوجه‌های قوی کوسکوروبا بسیار همانند اردک‌های سوت‌زن است اگرچه رنگ‌آمیزی سفید و گردن بلندش از قوها به جای مانده. بررسی‌های رفتارشناسانه، ملکولی، و ریخت‌شناسانه رابطه خویشاوندی نزدیک میان کوسکوروبا و دیگر قوها را تأیید می‌کنند و کوسکوروبا را کهن‌تر از قوهای دیگر شناسایی کرده‌اند. با این حال بررسی‌های ایمنی‌شناسانه و دی‌ان‌ای میتوکندریایی نشان می‌دهند که این پرنده مدت کوتاهی پس از پدید آمدن خط فرگشتی قو/اردک از آن جدا شد. تحلیل‌های بیشتر ملکولی (ژن b سیتوکروم زنجیره‌ای میتوکوندریایی) نتیجه‌گیری کرده‌اند که قوی کوسکوروبا گونه خواهر غاز کیپ برن است و باعث شد که در سال ۲۰۰۲ این پرنده از خویشاوندی قوها کنار گذاشته شود.

## توصیف ظاهری

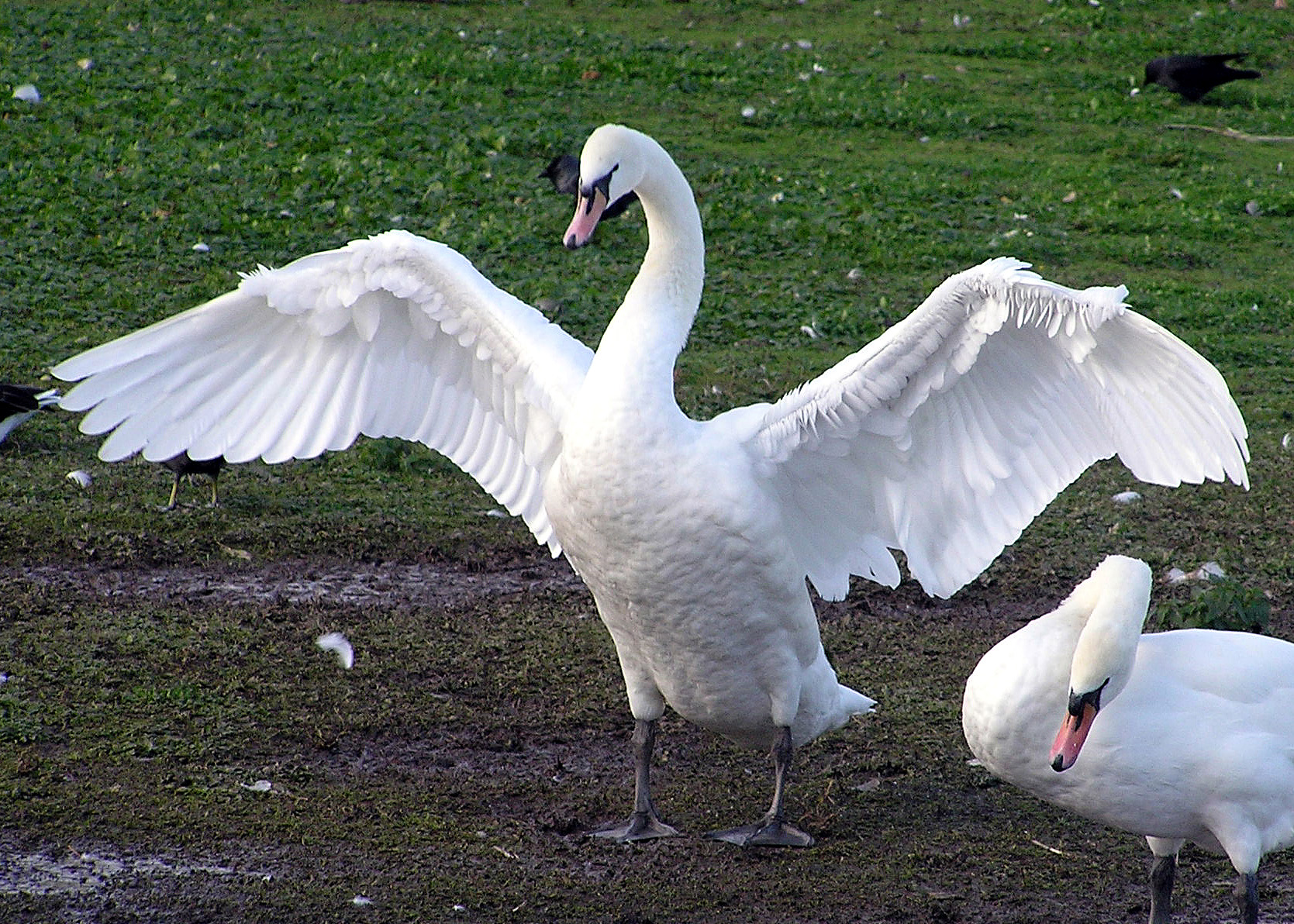
طول بال‌های بازشدهٔ یک قو به ۳ متر می‌رسد.

قوها از لحاظ بدنی بزرگ‌جثه‌ترین عضو خانوادهٔ اردکیان هستند و جزو بزرگ‌ترین پرندگان دارای توانایی پرواز به‌شمار می‌آیند. جثهٔ قوهای گنگ، ترومپت‌زن و فریادکش می‌تواند به ۱٫۵ متر طول و ۱۵ کیلوگرم وزن برسد. طول بال‌های بازشدهٔ آن‌ها نیز به ۳ متر می‌رسد. در مقایسه با غازها، قوها اندازهٔ بزرگتری دارند و دارای پاهای بزرگتر و گردن درازترند.
پوشش پرروی بدن هر دو جنس نر و ماده یک شکل است؛ با این حال، نرها از لحاظ جثه و وزن بزرگتر از ماده‌ها هستند. نژادهای قوی ساکن در نیمکره شمالی دارای پوشش پر کامل سفیدند ولی نژادهایی که در نیمکره جنوبی زندگی می‌کنند دارای پرهای مختلط سفید و سیاه بر بدن خود هستند. پرهای سفید در قوها به‌همراه نیازشان برای به زیر پوشش بردن قلمروشان فرگشت پیدا کردند؛ چرا که قوهایی با پر سفید بیشتر می‌توانستند حضور فیزیکی خود را به نمایش بگذارند. قوهایی با بیشترین حس قلمروخواهی، در عین حال، بیشترین تولید صدا را نیز دارند که تأییدی بر این نگره است.
قوی سیاه استرالیایی دارای پرهای کامل سیاه است، به استثنای شاهپرهایش که سفیدرنگند. قوی گردن‌سیاه ساکن آمریکای جنوبی نیز دارای بدنی به رنگ سفید و گردنی سیاه‌رنگ است. توضیحی فرگشتی از چراییِ پدید آمدن پرهای سیاه در قوهای سیاه و گردن‌سیاه می‌تواند این باشد که پر سیاه به کم‌شدن توجه بر روی آن‌ها در مناطقی که درشان زندگی می‌کنند کمک می‌کند و نیز قو را در بالابردن هیبت خود درهنگام دفاع از قلمرو یاری می‌رساند.
پاهای قو در حالت کلی به رنگ خاکستری است، به استثنای گونهٔ قوی ساکن آمریکای جنوبی که پاهای صورتی دارد. رنگ نوک نیز تغییرپذیر است: چهار نژاد قوی ساکن در بخش‌های نزدیک قطب شمال نوک‌های سیاه با معدود موارد زرد دارند و دیگر گونه‌ها دارای نوک‌های قرمز و سیاه هستند. با این‌که در حالت کلی پرندگان دندان ندارند، قوها در این مورد استثنا شمرده می‌شوند. ردیف شیارهای کوچک روی منقار به آن‌ها توانایی گرفتن و خوردن جانوران آبزی ریز را می‌دهد. دم قوها نقش هدایت‌کنندهٔ هوایی آن‌ها را بازی می‌کند و درهنگام پرواز به کمکشان می‌آید. شکل دوکی‌شکل دم باعث می‌شود که قوها بتوانند تعادل خود در هوا را حفظ کرده و به‌سادگی در آن تغییر جهت دهند.

## گونه‌های قو
سرده قو شامل گونه‌های زیر است:
- قوی گنگ با نام علمی Cygnus olor
- قوی ترومپت‌زن با نام علمی Cygnus buccinator
- قوی فریادکش با نام علمی Cygnus cygnus
- قوی توندرا با نام علمی Cygnus columbianus
- قوی سوت‌زن با نام علمی Cygnus columbianus columbianus
- قوی کوچک با نام علمی Cygnus columbianus Bewickii
- قوی سیاه با نام علمی Cygnus atratus
- قوی گردن‌سیاه با نام علمی Cygnus melanocorypha

### قوی گنگ

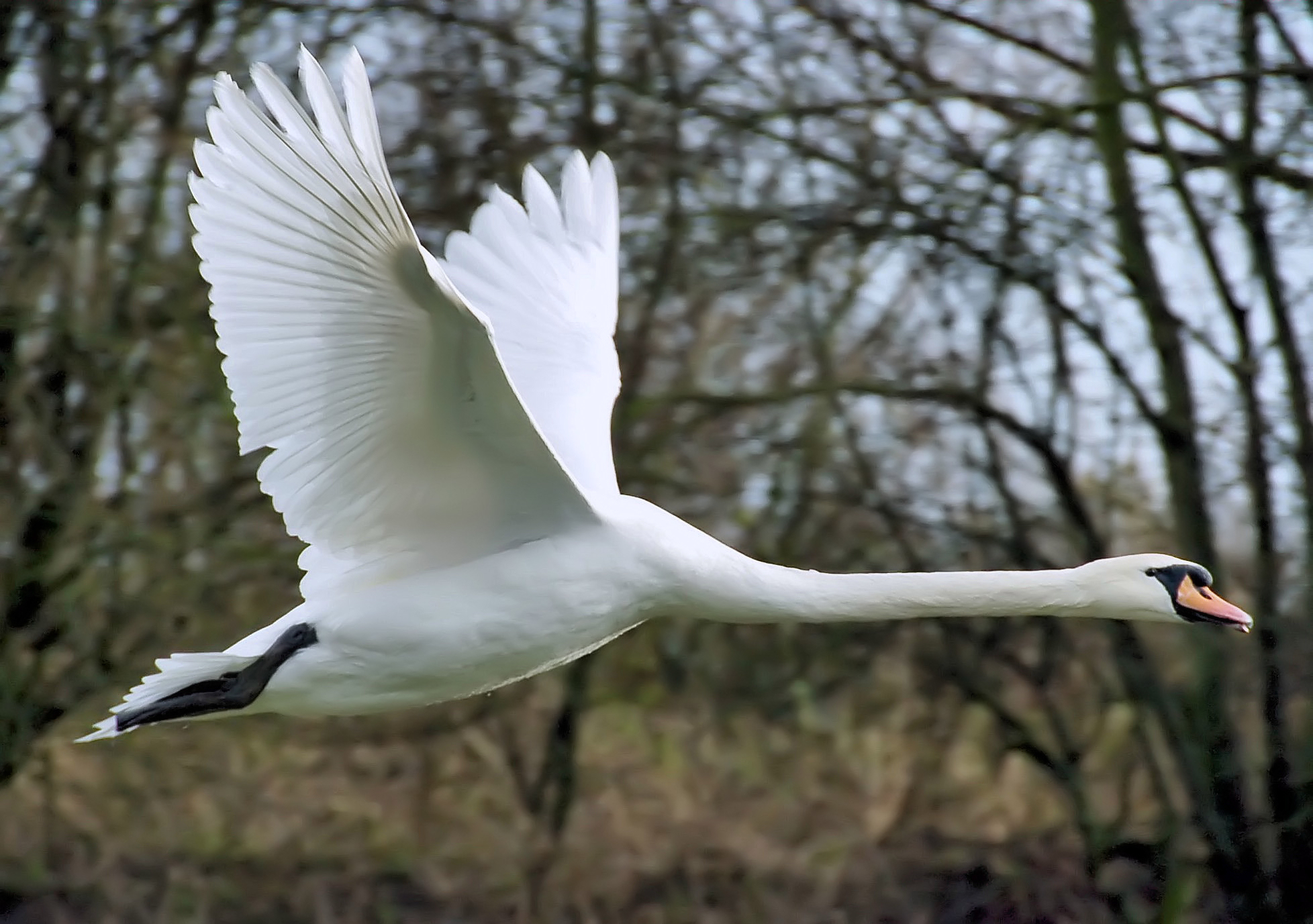
قوی گنگ در حال پرواز

قوهای گنگ از جمله بزرگ‌جثه‌ترین قوها هستند. طول بدنشان میان ۱٫۴۵ تا ۱٫۶ متر است، طول بال‌های باز شده آن‌ها به ۲ متر می‌رسد، و رنگ همه پرهایش سفید است. جثه قوی گنگ به اندازه قوی فریادکش ولی بزرگ‌تر از قوی کوچک است و نشانه تشخیص آن از هر دوی آن‌ها، منقار نارنجی با قاعده برآمده و سیاه است. منقار پرندهٔ نر اندکی بزرگ‌تر از منقار پرندهٔ ماده‌است و هر دو زایده‌ای سیاه‌رنگ و گوشتی در جلوی چشم‌ها و بالای نوک دارند. جوجه‌ها به رنگ قهوه‌ای نقره‌ای هستند با زیربدن سفید و نوک سیاه. قوهای جوان دارای رنگ خاکستری-قهوه‌ای محو هستند که در پایان سال یکم زندگی به سفیدی خواهد گرایید. نوک آن‌ها با گذشت زمان صورتی‌تر می‌شود تا آنکه به سیاهی گراید.
نام 'گنگ' به این دلیل به این گونه داده شده‌است که از دیگر نژادهای قو کمتر صدا تولید می‌کند. قوهای بالغ توانایی تولید فش‌فش‌ها و خرخرهایی، به ویژه در هنگام جفت‌گیری، را دارند و فش‌فش کردنشان به ویژه در هنگامی که به دلیل پاسداری از کودکانشان خشن می‌شوند، بلند است. آن‌ها به شدت از قلمرو خود دفاع می‌کنند و از ورود قوهای دیگر به محدوده‌شان با تعقیب کردن آن‌ها، کتک زدنشان با بال، یا نوک زدن و کندن پرهای مهاجم جلوگیری می‌کنند. به‌طور میانگین، این قوها در هر جفت‌گیری ۶ تخم می‌گذارند و ۳۶ روز روی آن‌ها می‌خوابند. گرم کردن تخم‌ها بر دوش ماده‌است ولی قوی نر نیز در صورتی که ماده در کنار لانه نباشد بر روی آشیانه می‌نشیند.
قوی گنگ گستره وسیعی از مناطق آبی را که شامل آبگیرها، دریاچه‌ها و زمین‌های مرطوب آب شیرین یا شور می‌شوند برای زندگی برمی‌گزیند و آشیانه خود را، با میانگین شش تخم در هر آشیانه، بر پا می‌سازد. زمان خوابیدن والدین بر روی تخم‌ها ۳۵ روز است و در این هنگام بسیار پرخاشگر می‌شوند. این گونه از قوها جز در فصل جفتگیری همیشه به صورت دسته جمعی زندگی می‌کنند و گاهی به صورت گروه‌هایی با جمعیت به نسبت بسیار بالا دیده می‌شوند. قوهای گنگ پرجمعیت‌ترین قوهای روی زمین هستند و تعداد آن‌ها در غرب و مرکز آسیا تا دریای مازندران به ۲۵۰٬۰۰۰ عدد می‌رسد.
قوهای گنگ بومی اوراسیا هستند و در میانه سده ۱۹ میلادی توسط انسان به مناطق شمالی قاره آمریکا برده شدند. در قاره آسیا، آن‌ها در مناطق شمالی و مرکزی روسیه تخم‌گذاری می‌کنند و به مناطق کرانه‌ای جنوب ایران مهاجرت می‌کنند. همچنین مناطق شمال‌غربی ایران و آذربایجان از مکان‌های اقامت دایم این پرندگان هستند. جمعیت این گونه در مناطق غربی میانی ایالات متحده پیوسته در حال افزایش است.

### قوی ترومپت‌زن

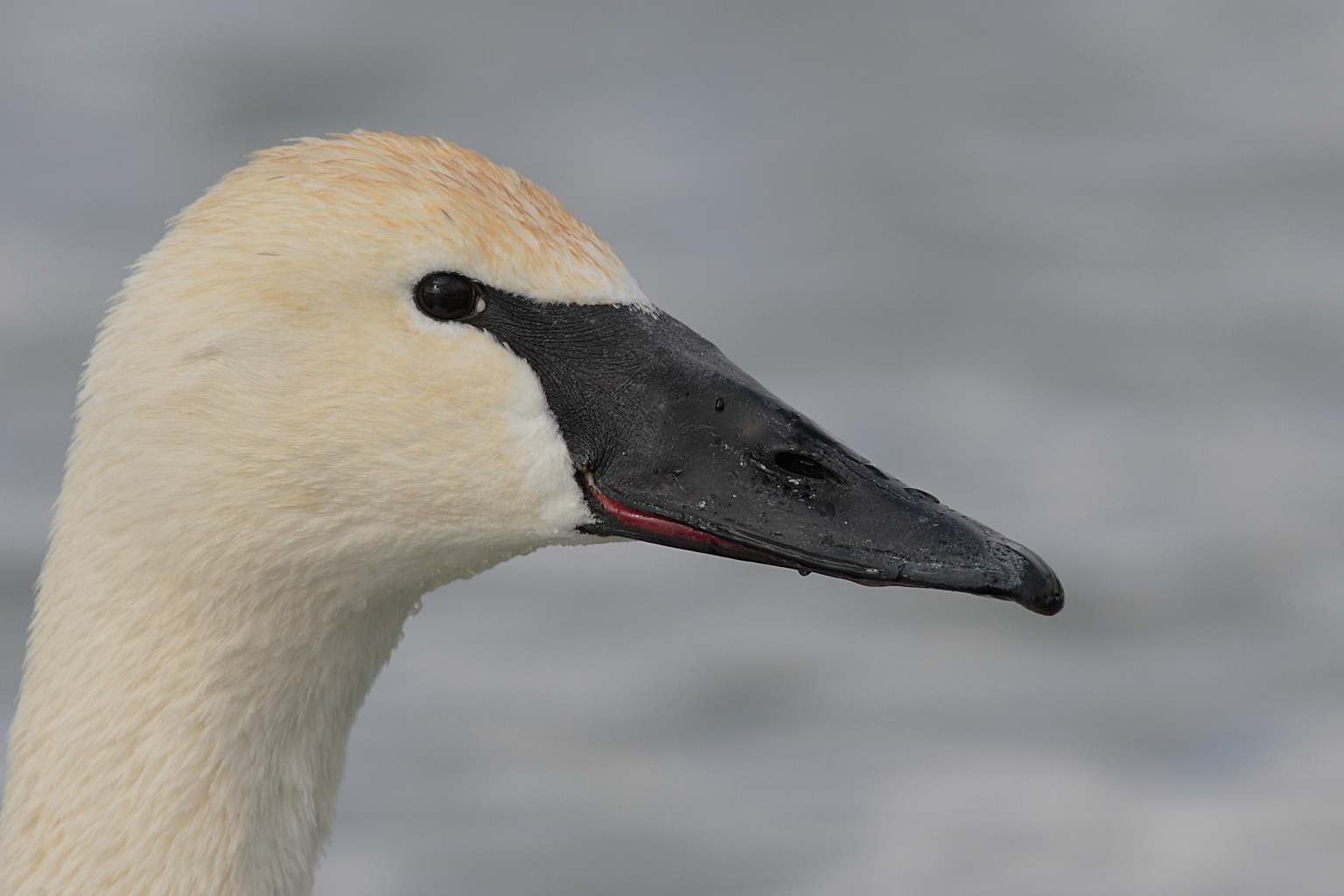
قوی ترومپت زن در انتاریو، کانادا

این نوع قو، بزرگ‌ترین پرنده آبزی جهان است و وزن جنس نر آن به ۱۲٫۷ و جنس ماده آن به ۱۰ کیلوگرم می‌رسد. اندازه تخم‌های این پرنده گاه به ۱۲٫۶ سانتی‌متر می‌رسد. نوک این پرنده همانند یک زاویه هندسی است و به دلیل وجود پرهای سیاه بر بخشی از صورت، این تصور القا می‌شود که تا چشم ادامه می‌یابد. دو جنس نر و ماده شبیه هم هستند. رنگ پاها سیاه‌است و در نمونه‌های لیوسیستی بالغ، فاصله میان چشم و نوک به رنگ زرد روشن یا زیتونی درمی‌آید با پاهایی زرد. این قوها صدایی عمیق و شیپورمانند تولید می‌کنند که نام «ترومپت‌زن» از همان گرفته شده‌است. صداهای تولیدی در شرایط گوناگون فرق می‌کنند؛ فریادهای بلند با دهان باز هنگامی ادا می‌شوند که قو رفتار پرخاشگرانه دارد یا فریاد پیروزی به نمایش می‌گذارد، صداهای از بینی اما برای روابط میان یک جفت به کار می‌روند.
قوی ترومپت زن در مناطق شمالی، چمنزارها و پارک‌های طبیعی سرتاسر کانادا و آمریکا، از جیمزبای تا رشته‌کوه‌های راکی و در جنوب از میسوری تا وایومینگ، پراکنده‌اند. در کانادا این پرنده در مناطق مرکزی آلبرتا، ساسکاچوان، مانیتوبا، و در طول سواحل جیمزبای انتاریو تا استان کبک زندگی می‌کند. این پرندگان در هنگام تخم‌گذاری به شدت از قلمروشان پاسداری می‌کنند و در این هنگام به انسان‌ها نیز حمله می‌کنند. آن‌ها در هر بار ۴ تا ۶ تخم می‌گذارند و ماده، و بسیار کمتر نر، برای ۳۲ تا ۳۸ روز روی تخم‌ها می‌خوابد.
در آغاز دهه ۱۹۰۰ میلادی، قوهای ترومپت‌زن تقریباً رو به انقراض بودند چرا که تعداد زیادی از این پرندگان برای بهره‌گیری از پر و گوشتشان شکار می‌شدند. کاهش فزاینده تعداد آنان باعث شد که مناطق لانه‌گزینی آنان، به ویژه در مناطق جنوبی، به شدت رو به کاهش گذارد به گونه‌ای که در سال ۱۹۳۰ تنها منطقه شناخته شدهٔ لانه‌سازی آنان پارک‌های ملی وایومینگ بودند و تنها چند گله پراکنده از این پرنده نیز در آلبرتا، آلاسکا و مونتانا وجود داشتند. با این حال اکنون جمعیت این گونه قو در ایالات متحده در حال افزایش است، سرشماری‌های مربوط به سال ۲۰۰۰ میلادی بیش از ۲۳٬۰۰۰ قوی ترومپت‌زن در آمریکای شمالی را شمارش کردند.

### قوی فریادکش

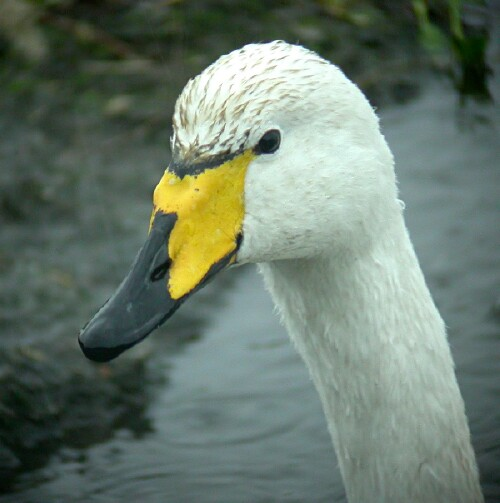
سر یک قوی فریادکش

این پرنده ۱۴۰ تا ۱۶۵ سانتی‌متر طول دارد و از لحاظ جثه به اندازه قوی گنگ اما از لحاظ چهره همانند قوی کوچک است، با این تفاوت که گردن و منقارش بزرگ‌تر و زردی روی منقارش بیشتر است. منقار این پرنده دارای قاعده زردرنگ است و سر منقار به رنگ سیاه. این نوع قو به علت نداشتن برآمدگی روی پیشانی به راحتی از گونه‌های دیگری چون قوی گنگ تشخیص‌پذیر است. گردن را راست نگه می‌دارد و در پایین گردن خمیدگی ویژه‌ای دارد. آواز تولیدی توسط آن پرطنین‌تر از قوی کوچک است.
بدن این قو حالتی مربع شکل دارد. پروازش آرام و بی صداست، اما مانند قوی گنگ بال زدن محکمی دارد. پرنده نابالغ و جوان، همانند قوی کوچک نابالغ است با این تفاوت که سر و گردنش بزرگ‌تر است. در نخستین زمستان، بیشتر پرندگان جوان همراه پرندگان بالغ‌اند. این پرنده بیشتر زندگی خود را صرف شنا کردن بر آب و پیدا کردن غذا می‌کند چرا که پاهایش توانایی نگه داشتن بدن برای زمان طولانی را ندارند.
این نوع قو در کشورها و مناطق ایسلند، نروژ، سوئد، فنلاند، روسیه، سیبری، کانادا، آلاسکا، و نیز جزایر ژاپن و برخی از نواحی آسیای مرکزی زندگی می‌کند. این پرندگان در زمستان به سوی مناطق جنوبی کوچ کرده و عازم مناطق غرب و مرکز اروپا و اطراف دریای سیاه، رشته‌کوه‌های آرال، دریای مازندران، انگلیس، شمال هند، چین و ژاپن می‌شوند. قوهایی که در زمستان به اسکاتلند کوچ می‌کنند در حوالی ماه اکتبر بدین منطقه می‌رسند و در طی ماه آوریل دوباره به ایسلند بازمی‌گردند.
قوهای فریادکش در اسارت با قوهای گنگ، سوت‌زن، کوچک، و ترومپت‌زن جفت‌گیری می‌کنند و فرزندان دورگه پدیدمی‌آورند. آن‌ها در حیات وحش نیز با قوهای گنگ آمیزش می‌کنند و در انگلستان و سوئد نمونه‌هایی از جفت‌شدن این دو گونه قو به همراه فرزندآوری دیده شده‌است. آن‌ها در هر بار جفت‌گیری ۲ تا ۷ (میانگین ۴ یا ۵) تخم می‌گذارند. همانند دیگر قوها، قوهای فریادکش به شدت از قلمروشان دفاع می‌کنند و این حالت تا هنگامی که جوجه‌هایشان به سن جوانی برسند ادامه پیدا می‌کند. آن‌ها در زمستان‌ها بیشتر اجتماعی می‌شوند اما در برابر قوهای مزاحم و دیگر جانوران بالقوه مهاجم رفتار بسیار تهاجمی می‌گیرند. در این هنگام یک یا هر دو قو از یک جفت به دنبال جاندار مهاجم می‌روند. با آنکه این پرندگان تک‌همسر هستند، نرخ جدایی نزدیک به ۶ درصد در میانشان دیده شده‌است و بررسی‌ها نشان داده‌اند که شکست در به دنیا آوردن فرزند عامل تعیین‌کننده اصلی در این جدایی‌ها نبوده‌است و آن‌ها ممکن است به دلایلی نه صرفاً زایشی از هم جدا شوند.

### قوی توندرا
قوی توندرا از جمله قوهایی است که دارای پرتعدادترین سنگواره‌های به جای مانده از دوران‌های پلیستوسن و هولوسن در مناطق آلاسکا تا کالیفرنیا و فلوریدا است. این گونه از قو دارای دو زیرگونه سوت‌زن و کوچک است که هر دو در مناطق توندرایی آمریکای شمالی و مناطق شمالی و مرکزی کانادا زندگی می‌کند.

#### قوی سوت‌زن

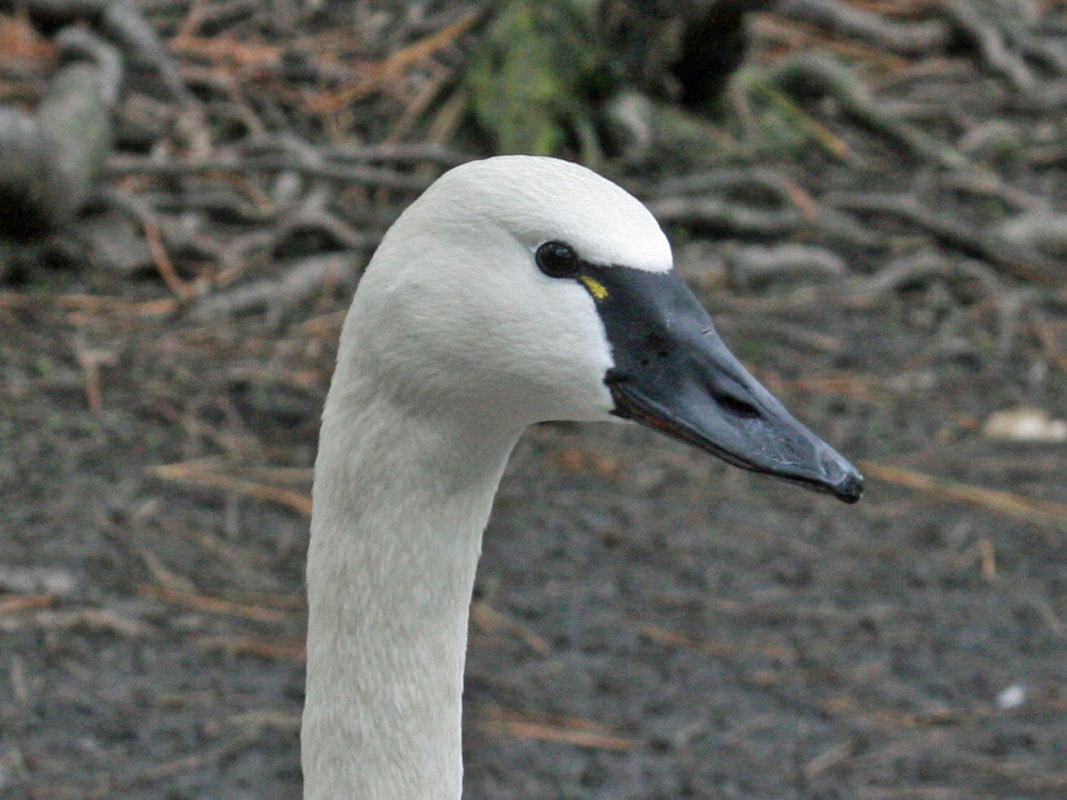
قوی سوت‌زن. به لکه کوچک زردرنگ بر روی نوک و جلوی چشم‌ها دقت کنید.

قوهای سوت‌زن دارای نوکی کوتاه و مانند نوک اردک است که به رنگ سیاه بوده و لکه‌ای زرد در قاعده آن دیده می‌شود؛ بخش زردرنگ نوک محدود به ناحیه کوچکی در جلوی چشم‌ها اغلب بالغ‌ها می‌شود که در قوهای جوان‌تر وجود ندارد، سیاهی منقار نیز تا نزدیک چشم ادامه می‌یابد اما دور تا دور چشم را فرا نمی‌گیرد. از لحاظ رنگ‌آمیزی بالغ‌ها و جوجه‌ها، این قو همانند دیگر گونه‌های قو است، همچنین تاکنون هیچ نمونه‌ای از لیوسیسم در آن‌ها گزارش نشده. طول آن‌ها ۱۲۰ تا ۱۵۰ سانتی‌متر است و اندکی از قوی کوچک بزرگ‌ترند. دلیل نامگذاری این قو به سوت‌زن اینست که در هنگام مهاجرت با به هم زدن بال‌های نیرومند خود صدایی مانند سوت تولید می‌کند و کسانی که تا کیلومترها در اطراف باشند می‌توانند این صدا را آشکارا بشنوند.
این گونه از قو همانندی بسیاری به قوی فریادکش دارد ولی از لحاظ جثه کوچک‌تر است و در هنگام پرواز همانند غاز پرواز می‌کند. این پرنده ساق‌ها و پنجه‌های سیاهی دارد و همگی پرهای بدن آن سفید هستند. قوهای سوت‌زن تولید صدای بسیار دارند و این شامل ارتباط صدایی پدر و مادر با فرزندان، نوای پیروزی، خوشامدگویی به دیگر قوها، در هنگام پرواز و پیش از آن می‌شود.
قوهای سوت‌زن در مناطق توندرایی قطب شمال از شمال غربی کبک و شمال انتاریو، قلمروهای شمال‌غربی، یوکان تا آلاسکا با بیشترین تراکم در دلتای رودخانه‌ها تخم‌گذاری می‌کنند. در جزایر الوشن  و چوکوتکا میان این قوها و قوی کوچک جفت‌گیری صورت می‌گیرد. در هنگامی جز فصل جفت‌گیری و تخم‌گذاری، این پرنده‌ها به مناطق جنوبی‌تر مهاجرت می‌کنند. مناطق جنوبی ونکوور، ایالت واشینگتن، اورگن، نوادا، و یوتا در غرب ایالات متحده و کرانه‌های اقیانوس اطلس در نیو جرسی و کارولینای جنوبی در شرق از جمله مکان‌های اقامت گزینی این قوها هستند. جمعیت این قوها به تدریج در حال زیادتر شدن است و از دهه ۱۹۵۰ به این سو ۲ برابر شده‌است. سرشماری‌های مربوط به تعداد قوهای ساکن در شرق آمریکای شمالی در سال ۲۰۰۰ میلادی عدد ۱۰۰٬۰۰۰ قو را برآورد می‌کنند.

#### قوی کوچک

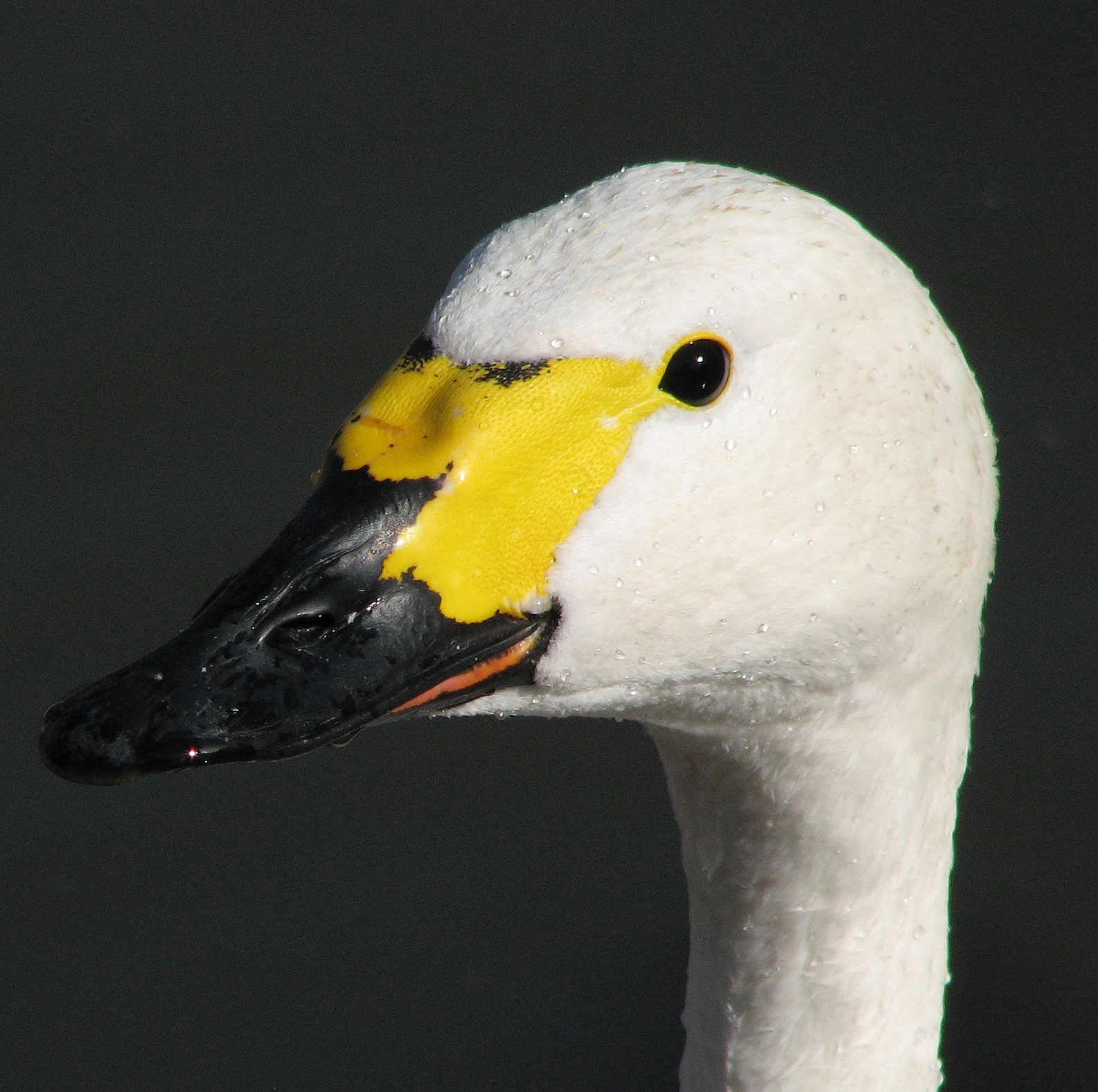
سر یک قوی کوچک

قوی کوچک زیرگونه‌ای مستقل از قوی توندرا است و نام آن از نام توماس بیویک، پرنده‌شناس و نقاش انگلیسی، گرفته شده.
این پرنده میان ۱۱۵ تا ۱۴۰ سانتی‌متر طول دارد. از قوهای دیگر کوچک‌تر است و گردن و منقاری کوتاه‌تر دارد. لکه‌های بخش زرد منقار رقیق‌تر بوده و گسترش کمتری دارند. پرنده بالغ همانند قوی فریادکش است، با این تفاوت که زردی منقارش در قاعده، کمتر از قوی فریادکش است و از قوی گنگ، به واسطه رنگ منقار و کوچکی جثه‌اش، متمایز است.
قوهای کوچک گردنشان را راست نگه می‌دارند و صدایشان بسیار آرام است. پرنده نابالغ، همانند قوی فریادکش است و منقارش صورتی مایل به بنفش، بی قاعدهٔ سیاه رنگ. بال زدن آن‌ها از قوهای گنگ سریع‌تر است و بیشتر همانند غازها پرواز می‌کند. صدای این قو مانند قوی فریادکش است و هنگام پرواز و حرکت روی آب با آهنگی دلنشین به گوش می‌رسد و گاهی از فاصله دور مانند عوعو کردن سگ شنیده می‌شود. آن‌ها بسیار صدا تولید می‌کنند و بیشتر آن برای تعیین و پاسداری از قلمرو و برقراری ارتباط است. صداهای بلندتر برای هشدار به مهاجمان، اعلام پیروزی، یا به منظور پیدا کردن جفت یا جوجه‌هایشان به کار می‌روند؛ صداهای کوتاه‌تر اما برای خوشامدگویی و تهدید پیش از حمله تولید می‌شوند.
این پرنده بومی مناطق شمالی روسیه، از دلتای کانین تا دلتای لنا بوده و زمستان‌ها را در شمال ژاپن، جزایر انگلستان، شمال اروپا، دانمارک و ایرلند می‌گذراند. قوی کوچک لانهٔ خود را به گونه معمول در جزایر کوچک در مصب رودخانه‌ها، دریاچه‌ها و نزدیک آبگیرهای توندرا می‌سازد. به صورت مهاجر زمستانی، در شمال ایران، ترکیه، و اوکراین و همچنین غرب چین و شبه‌جزیره کره رفت‌وآمد می‌کند.
نخستین تولیدمثل قوهای گنگ در ۲ تا ۴ سالگی پدید می‌آید و احتمال موفقیت در زایش با مدت در کنار هم بودن زوج، سن آن‌ها، و اندازه بدنشان در ارتباط مستقیم است. آن‌ها به‌طور معمول ۳ تا ۷ تخم می‌گذارد و قوی ماده به تنهایی و برای ۲۹ تا ۳۰ روز بر روی آن‌ها می‌خوابد. با آنکه تعدادی از جوجه‌ها توسط جانورانی چون روباره شکار می‌شوند، میزان بقای سالانه برای بالغ‌ها کمینه ۸۷ درصد است. این گونه از قوها گاه تا ۲۷ سال عمر می‌کنند.

### قوی سیاه

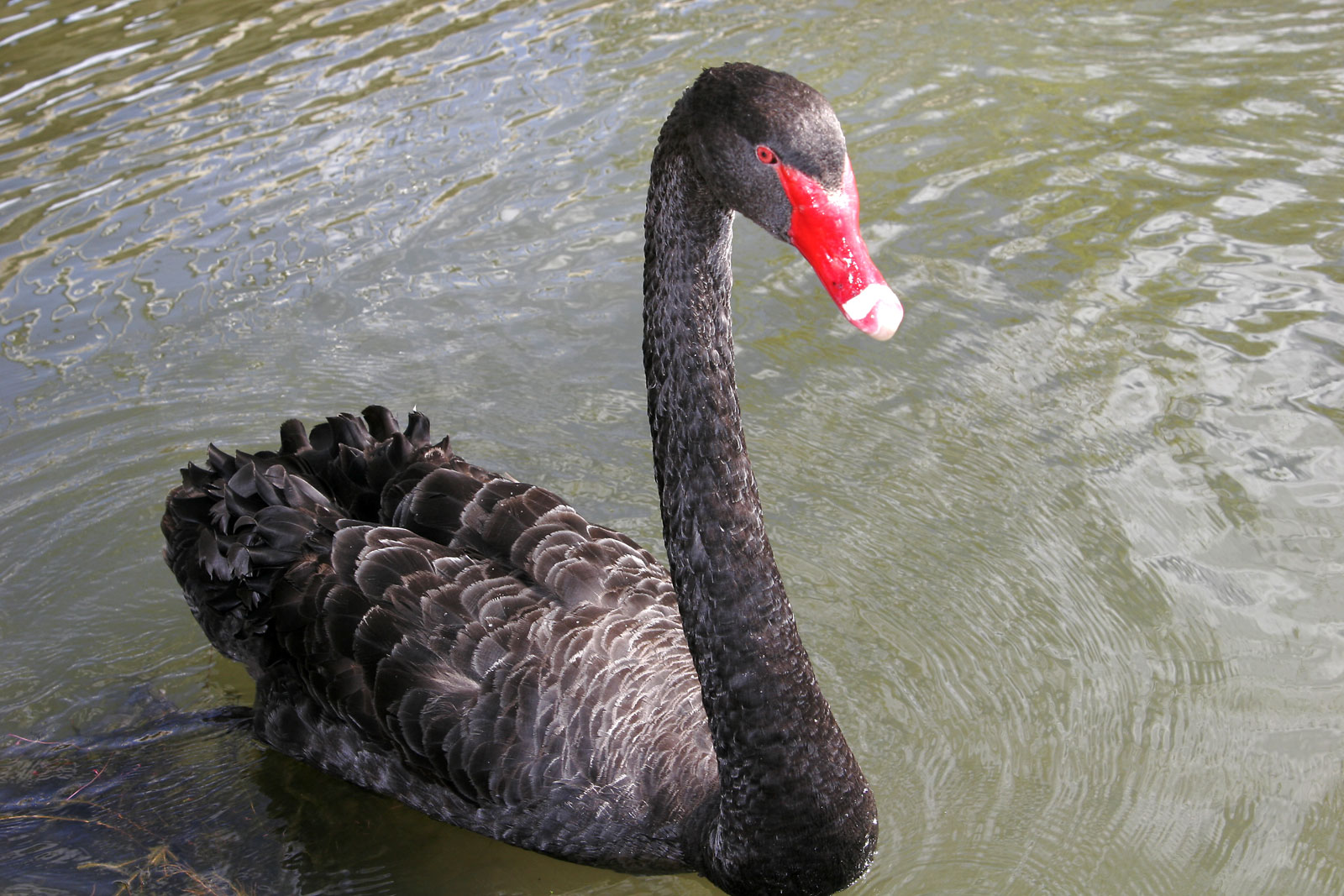
قوی سیاه

قوی سیاه تنها گونه قو بومی استرالیا و تاسمانی است. رنگ پرهای آن برخلاف دیگر قوها به صورت کامل سیاه‌است. این پرنده هیچ زیرگونه‌ای ندارد و از آنجا که با دیگر گونه‌های قو هیچ رفت‌وآمدی ندارد، با هیچ‌کدام از گونه‌های دیگر زایش نمی‌کند؛ اگرچه بعضی از آن‌ها در اسارت با قوهای گنگ جفت‌گیری کرده‌اند ولی پرندگان دورگه حاصل از این جفت‌گیری نابارور می‌شوند.
یک قوی سیاه دارای پرهای سیاه بر روی بدن خود و پرهای سفید بلند برای پرواز است. نوک این پرنده قرمز رنگ با باریکه‌ای به رنگ سفید است. پاها نیز به رنگ سیاه خاکستری هستند. گردن این پرنده، که در میان همسانان خود بلندترین است، شکلی S مانند دارد. چشم‌ها به رنگ قرمزند. طول بدن آن‌ها میان ۱۱۵ تا ۱۴۰ سانتی‌متر است. صدای تولید شده توسط این پرنده موسیقایی است و آن را در هنگام پرواز یا بر روی آب تولید می‌کند.
این پرنده در غرب استرالیا به فراوانی یافت می‌شود و در شرق و جنوب‌شرقی استرالیا و تاسمانی نیز زندگی می‌کند. این قو بیشتر در تالاب‌های جنوبی و جنوب‌غربی استرالیا تخم‌گذاری می‌کند و تمایلی به زندگی در مناطق شمالی ندارد. پس از کشف قاره استرالیا توسط سفیدپوستان، قوی سیاه به زلاندنو و انگلستان در قاره اروپا نیز وارد شد. قوی سیاه در آغاز به عنوان جانور خانگی وارد اروپا شد ولی اکنون می‌توان آن را به صورت وحشی نیز در این قاره پیدا کرد به گونه‌ای که بعضی از آن‌ها در ایسلند نیز دیده می‌شوند. تعداد این نوع قو در مناطقی از استرالیا از جمله نیوساوت ولز به هزاران عدد می‌رسد.
قوی سیاه در دریاچه‌ها، رودخانه‌ها و باتلاق‌های آب شور زندگی می‌کند و ترجیح می‌دهد که در جاهایی که گیاهان آبزی به فراوانی یافت می‌شوند زندگی کند و در هنگام خشکسالی نیز به ناچار به کشتزارهای موجود در زمین‌های خشک روی می‌آورد. پژوهش‌ها نشان می‌دهند که جمعیت قوهای مهاجر زمستانی در زلاندنو به صورت مستقیم با میزان جرمی گیاهان آبزی در ارتباط است. آن‌ها در ۱۸ تا ۲۴ ماهگی به بلوغ جنسی می‌رسند و در میان ماه‌های ژوئن تا اوت در غرب استرالیا و فوریه تا مه در شمال‌شرقی استرالیا در کوئینزلند تخم‌گذاری می‌کنند. هر آشیانه به‌طور معمول ۵ تخم دارد و قوهای سیاه میان ۳۶ تا ۴۰ روز بر روی تخم‌ها می‌خوابند؛ زمانی که یکی از بیشترین طول‌های زمانی خوابیدن بر تخم در میان خانواده اردکیان است.

### قوی گردن‌سیاه

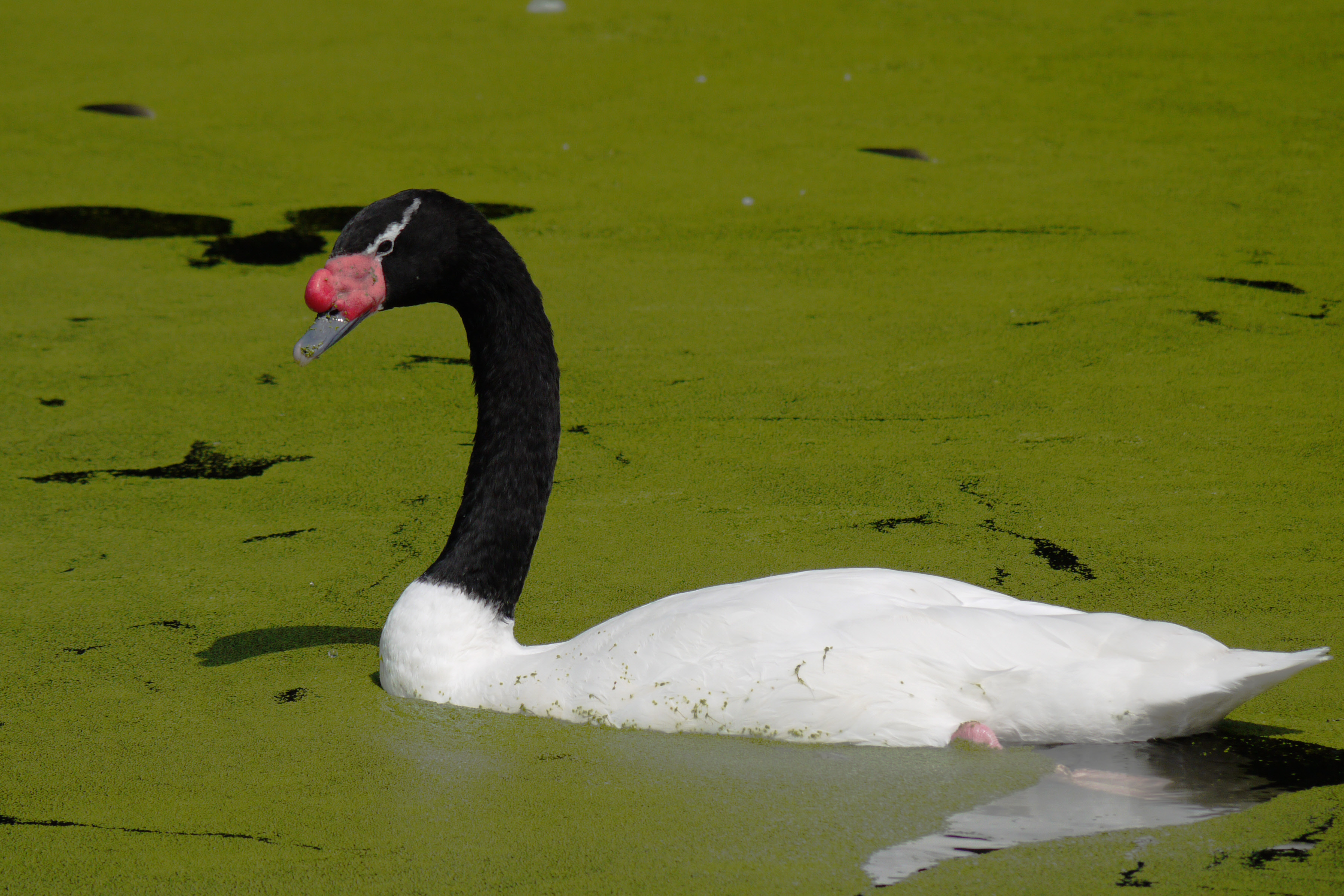
قوی گردن‌سیاه

نام علمی این پرنده Cygnus Melanocorypha است که از ترکیب دو واژه یونانی melanos به معنای «سیاه» و koruphe به معنای «سر» گرفته شده. همان‌گونه که نام علمی و نام متداول آن اشاره می‌کنند، قوی گردن‌سیاه دارای سر و گردنی به رنگ سیاه‌است که در تضاد رنگی آشکار با بقیه بدن هستند. رنگ‌آمیزی سفیدی به شکل ناحیه باریکی از انتهای نوک آغاز می‌شود و به بالای سر در پشت چشم‌ها می‌رسد؛ بعضی نمونه‌های این قو نیز حلقه‌ای سفید به دور چشم خود دارند. در جلوی چشم‌ها و انتهای بینی زایده گوشتی صورتی رنگ و بزرگی وجود دارد. طول این پرنده ۱۱۳ تا ۱۳۷ سانتی‌متر و وزن آن میان ۴ تا ۷ کیلوگرم است. جنس نر آن معمولاً بزرگتر از جنس ماده‌است. قوهای جوان به رنگ خاکستری روشن با منقار و پاهای مشکی می‌باشند و در سال‌های بعد رنگ بدن آن‌ها به رنگ سفید در می‌آید.
قوی گردن‌سیاه کوچک‌ترین نوع قو در جهان است، همچنین تنها گونه‌ای از قو است که رنگ بدن آن کامل سفید است و تنها رنگ گردنش سیاه. آن‌ها در آمریکای جنوبی و در زیر خط °۲۵ جنوبی زندگی می‌کنند. این ناحیه از جنوب‌شرقی برزیل و پاراگوئه آغاز می‌شود، آرژانتین و شیلی را ر بر می‌گیرد و به تیرا دل فوئگو و جزایر فالکلند می‌رسد. تخمین‌های زده شده دربارهٔ جمعیت آن‌ها در این منطقه تعداد زیر ۱۰۰٬۰۰۰ قو را نشان می‌دهند. جمعیت این گونه وضعیتی پایدار دارد و به دلیل آنکه جمعیت این پرنده در سال‌های گذشته به نسبت ثابت مانده و میزان زایش در وضعیت مطلوبی قرار دارد، این گونه کمترین نگرانی از انقراض را در وضعیت بقا دارد.
قوهای گردن‌سیاه همانند دیگر قوها در هنگام احساس خطر برای خود یا به ویژه جوجه‌هایشان رفتار تهاجمی به خود می‌گیرند و با باز کردن بال‌های خود و جیغ‌کشیدن‌های پیاپی، به دنبال مهاجم می‌روند. آن‌ها در میان ماه‌های ژوئیه تا ژانویه تخم‌گذاری می‌کنند که ممکن است تا مارس و آوریل نیز به طول انجامد. با آنکه زوجین از قلمرو خود دفاع می‌کنند، آشیانه‌ها ممکن است به صورت گروهی گذاشته شوند که نشان از رفتار اجتماعی ویژه در هنگام تخم‌گذاری و نگهداری از آن است. در هر آشیانه ۴ تا ۶ تخم وجود دارند و ماده‌ها برای ۳۵ روز روی آن‌ها می‌خوابند در حالی که نرها از آشیانه به دقت پاسداری می‌کنند.

## پراکندگی و مهاجرت

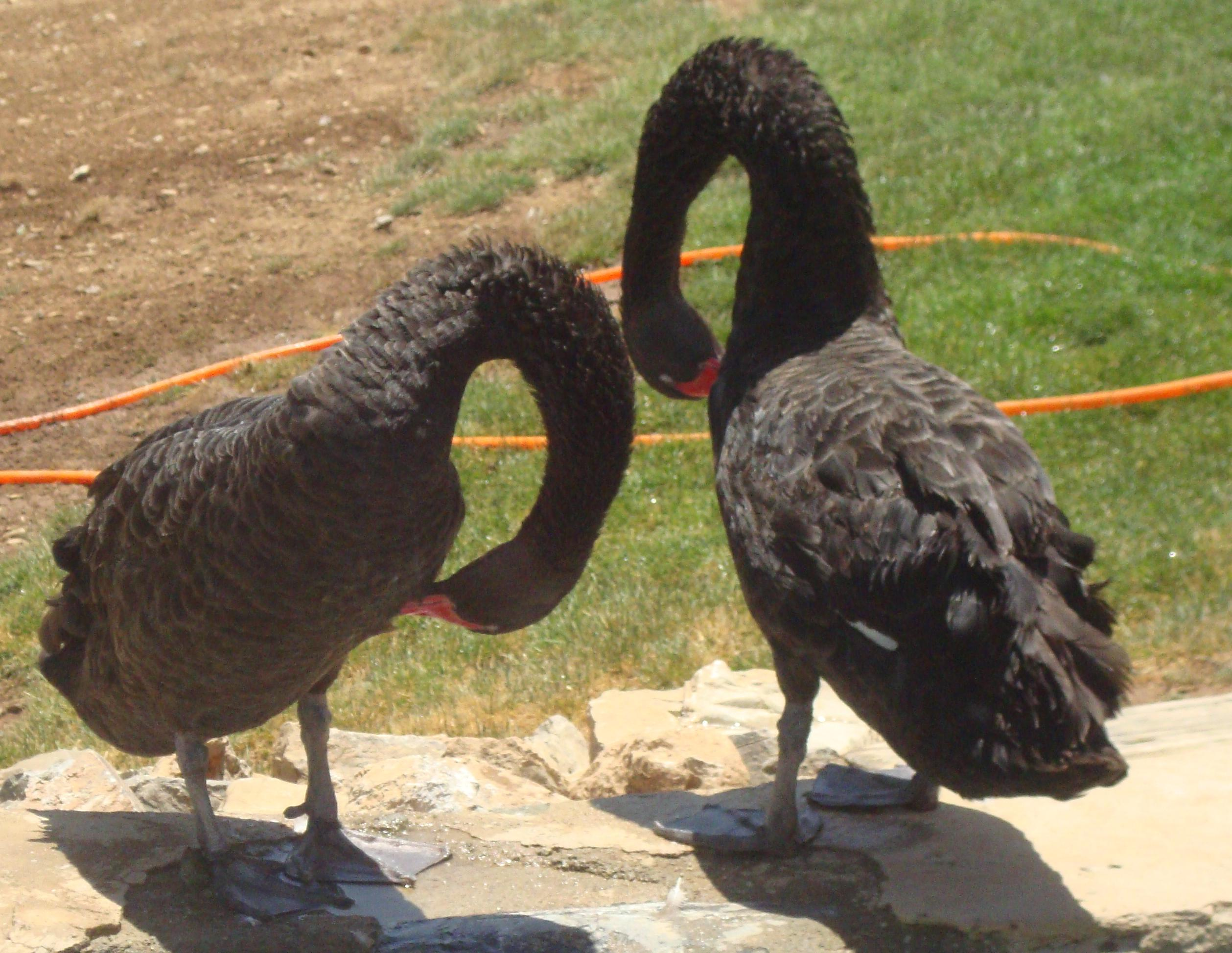
تصویری از دو قوی سیاه در کرمانشاه

قوها به گونهٔ معمول در نواحی معتدل زمین زندگی می‌کنند و به ندرت در مناطق گرمسیری پیدا می‌شوند. چهار نژاد قو در نیمکره شمالی، یک نژاد در استرالیا و نیوزلند و یک نژاد در آمریکای جنوبی یافت می‌شوند. قوها در بخش‌های گرمسیری آسیا، آمریکای مرکزی، بخش‌های شمالی آمریکای جنوبی و نیز کل آفریقا دیده نمی‌شوند.
در میان نژادهای این پرنده چندین نژاد مهاجر هستند. قوی گنگ در اروپای غربی مهاجرت پاره‌ای دارد حال آنکه مهاجرت کامل خود را میان اروپای شرقی و آسیا انجام می‌دهد. قوهای فریادزن و توندرا نیز مهاجرت‌کننده هستند. همچنین قوی سیاه مهاجرت خود را در میان بخش‌های شرقی و غربی قاره استرالیا انجام می‌دهد. در ایران، قوهای فریادکش را می‌توان در فصل زمستان در مناطق شمالی کشور از جمله سرخ‌رود در استان مازندران، دید. این قوها به صورت فصلی به نواحی شمالی ایران مهاجرت می‌کنند و با گرم‌شدن هوا منطقه را به سوی عرض‌های بالاتر ترک می‌کنند. در کل سه گونه قوی سوت‌زن، کوچک، و گنگ به مناطق شمالی و مرکزی ایران و خاورمیانه مهاجرت می‌کنند.
قوها همچنین به عنوان پرندگان آبزی در بسیاری از باغ‌ها و باغ‌وحش‌های سراسر جهان نگهداری می‌شوند؛ در ایران باغ پرندگان شهر اصفهان از جمله مکان‌هایی است که چهار گونه قوی گنگ، کوچک، گردن سیاه و سیاه را در خود جای داده‌است.
زمان و مکان گذشته در زندگی قوها نقش مهمی بازی می‌کنند. هر بهار، زوج‌های جوجه‌زا به همان محلی بازمی‌گردند که پیشتر در آن آشیانه داشتند و هر پاییز همان مسیر مهاجرتی را می‌پیمایند که به همان مکان‌های گذران زمستانی پیشین منتهی می‌شد. با این کار آن‌ها از دانش و آگاهی که نسبت به راه‌ها و مراکز تغذیه توسط نسل‌های گوناگون خودشان و دیگر قوهای پیشین به دست آمده، بهره می‌برند. با این حال قوها ممکن است همواره به یک مکان ویژه بازنگردند و بسته به میزان غذا و شرایط آب‌وهوایی به مناطق دور و نزدیک آن مهاجرت کنند. مسافت بعضی مهاجرت‌ها، به ویژه آن‌هایی که توسط قوهای سوت‌زن در آمریکای شمالی و قوهای کوچک در اوراسیا انجام می‌شوند، می‌تواند به ۳٬۲۰۰ کیلومتر برسد و مهاجرت چندین هفته طول بکشد.

## تغذیه

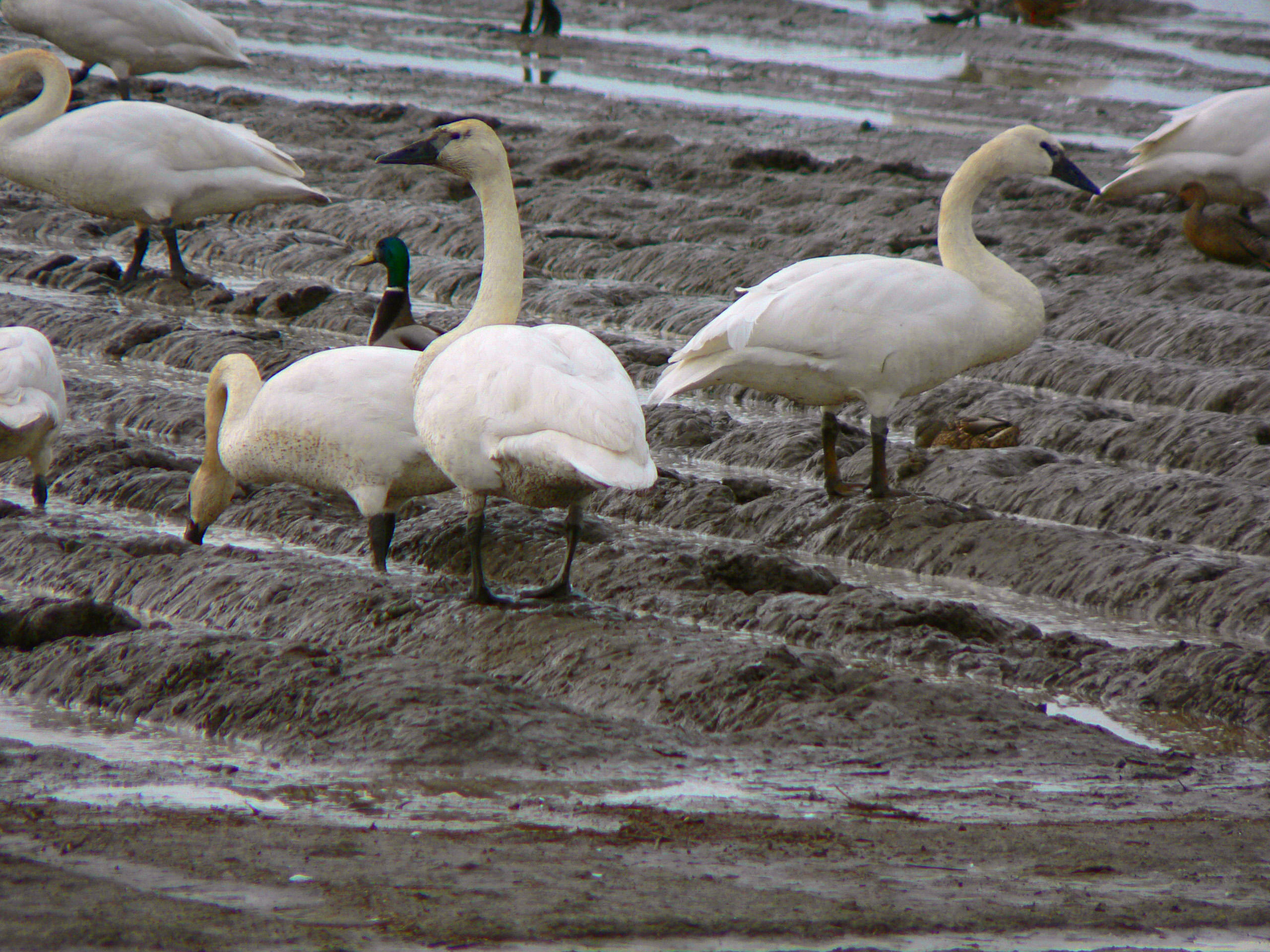
همانند دیگر گونه‌ها، با گسترش کشاورزی متمرکز، گروه‌هایی از قوها عادات غذایی خود را دگرگون کرده و به تغذیه از کشتزارها نیز می‌پردازند.

قوها هم در درون آب و هم روی زمین تغذیه می‌کنند. غذای این پرندگان را بیشتر ریشه، برگ، و جوانه‌های گیاهان آبی تشکیل می‌دهد، البته در سال‌های اخیر قوها تمایل بیشتری به تغذیه از کشتزارهای گندم، سیب‌زمینی، و چغندر قند کاشته شده توسط انسان‌ها پیدا کرده‌اند. آن‌ها با فروبردن گردن درازشان در آب گیاهان روییده تا ژرفای ۵۰ سانتی‌متری سطح آب را می‌خورند ولی برای به دست آوردن غذا تمام بدن را زیر آب نمی‌کنند.
این پرندگان تقریباً به گونهٔ کامل گیاهخوار هستند و توانایی شکار جانداران زنده را ندارند، با این حال گاهی تعداد کمی از جانوران آبزی مانند ماهی‌های ریز هم طعمه آن‌ها می‌شوند. پروتئین نقش مهمی در تأمین انرژی قوها بازی نمی‌کند و آن‌ها برای به دست آوردن انرژی به ذخیره کربوهیدراتها و چربی می‌پردازند. کربوهیدرات که به صورت گلیکوژن در کبد و بافت‌های ماهیچه‌ای ذخیره می‌شود سریع‌ترین منبع انرژی برای قوها است اما به سرعت به پایان می‌رسد و می‌تواند قو را در مدت ۲ روز بی دسترسی به غذا از پای درآورد. از این رو قوها و دیگر پرندگان آبزی بیشتر ذخیره انرژی‌شان را به صورت چربی ذخیره می‌کنند که برای آن‌ها دو برابر پروتئین انرژی تولید می‌کند.
این پرنده در سال میزان بسیار زیادی از گیاهان روییده در زیر آب را می‌خورد و به دلیل اهمیت این گیاهان برای زندگی دیگر گونه‌ها می‌تواند عاملی تهدیدکننده برای طبیعت باشد. برای نمونه، طبق برآورد سازمان ماهی‌ها و حیات وحش ایالات متحده قوهای گنگ ۱۲ درصد کل گیاهان زیرآبی خلیج چساپیک، واقع در میان دو ایالت ویرجینیا و مریلند، را مصرف می‌کنند. آن‌ها همچنین خسارات بسیاری به صنعت ماهیگیری در مناطقی که در آن ساکن هستند می‌زنند. این خسارت به دلیل آن است که قوها با خوردن گیاهان زیرآبی، بسیاری از تخم ماهی‌ها را نیز می‌خورند و این باعث کم شدن جمعیت ماهی‌ها می‌شود. با همه این‌ها اما گمان می‌رود که در صورتی که جمعیت گروه قوها در حد مناسب باقی بماند نه تنها آسیبی به طبیعت نمی‌رسانند که با خوردن علف‌های مرداب‌ها و نیزارها از رشد بی‌رویه آن‌ها جلوگیری می‌کنند.
قوهایی که اقدام به تغذیه در خشکی می‌کنند بیشتر به چریدن در کشتزارها و خوردن علف‌های تازه روییده در پایان زمستان و نیز محصول نوبرانه می‌پردازند. آن‌ها گاه با دیگر احشام بر سر چریدن رقابت می‌کنند و به دلیل طبیعت قلمروپسندشان اغلب آن‌ها را به در می‌کنند. آن‌ها نه تنها با این کار به فراورده‌های کشاورزی آسیب می‌رسانند که چون با پاهای بزرگشان بر روی سبزه‌های تازه روییده قدم می‌زنند، این سبزه‌ها توانایی رشد بیشتر را از دست می‌دهند و منطقه کشاورزی یا چَرا دچار مشکل رویش می‌شود. مشکل کشاورزان آنگاه بیشتر می‌شود که عده‌ای از قوها بخواهند در مناطق کشاورزی اقدام به پَرریزی کنند؛ در این هنگام آن‌ها تا مدتی نمی‌توانند پرواز کنند و در کشتزار باقی خواهند ماند و اقدام به خوردن تخم گیاهان و سبزیجات می‌کنند.

## رفتار

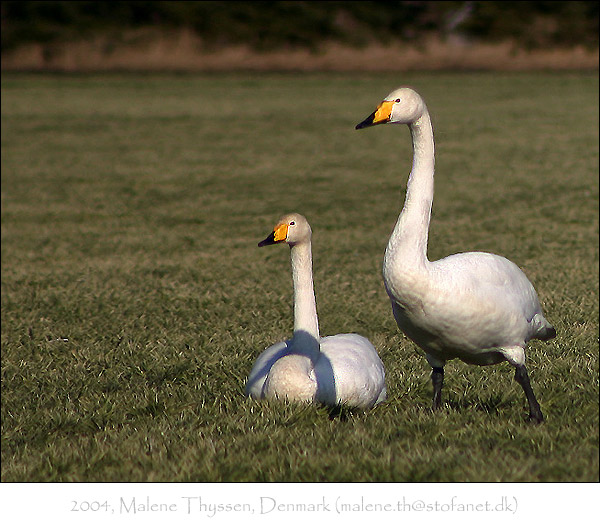
قوهای همسر از وفادارترین جانداران بر روی زمین هستند.

قوها تک‌همسر هستند، در دو سالگی زوج انتخاب می‌کنند و زوج شدن میان آن‌ها می‌تواند تا سال‌ها، و گاه تا پایان عمر، ادامه پیدا کند. دانشمندان دلایل گوناگونی برای چرایی ایجاد تک‌همسری در میان غازها و قوها عنوان کرده‌اند. یکی از این دلایل آن است که قوی نر با ماندن در کنار شریکش می‌تواند اطمینان حاصل کند که قوی ماده مواد غذایی/چربی مورد نیاز برای فصل جفت‌گیری را به دست خواهد آورد و نر می‌تواند بچه‌های تندرستی از ژن خود داشته باشد. قوهایی که چندین سال با هم سر می‌کنند روحیه همکاری بیشتری با هم خواهند داشت و این احتمال به ثمر رسیدن بهتر جوجه‌ها را بالا می‌برد. از دیگر دلایل تک‌همسری در میان قوها می‌توان به این نکته اشاره کرد که به دلیل آنکه قوها اغلب مهاجرت می‌کنند و این مهاجرت انرژی بسیار زیادی از آن‌ها می‌برد، آن‌ها نیاز به این دارند تا در فصل‌های مشخصی از سال و در مدت زمان کم میزان غذای زیادی دریافت کنند. اینکه ماده‌ای بتواند نری را در همه طول سال در کنار خود داشته باشد این امکان را به او می‌دهد که با افزایش سلطه خود، زمین‌های پر غذای بیشتری را در اختیار داشته باشند و ساده‌تر به تغذیه و ذخیره کردن مواد غذایی بپردازند.
بررسی‌ها نشان می‌دهند که میزان وفاداری به همسر در میان قوها و غازها ۹۲ تا ۱۰۰ درصد همه جفت‌شدن‌ها است. با این حال جدایی نیز در میان آن‌ها دیده می‌شود که گاهی در نتیجهٔ ناکامی در تخم‌گذاری پدید می‌آید. در میان قوهای کوچک هیچ موردی از «جدایی» زوج‌ها دیده نشده‌است و نرخ جدایی در میان قوهای فریادکش و گنگ به ترتیب ۰٫۷ درصد و ۵٫۸ درصد است.
رفتارهای همجنس‌گرایانه و تراجنس‌گرایانه نیز در میان قوها، به ویژه قوی گنگ و قوی سیاه، دیده می‌شوند. بعضی قوهای سیاه نر روابطی پایدار و طولانی‌مدت برقرار می‌کنند. آن‌ها با اجرای نمایش‌هایی در جلوی هم، به پایداری پیوندشان کمک می‌بخشند. زوج‌های همجنسگرا تخم‌های مورد نیاز خود را از دو راه به دست می‌آورند: یا برای مدت کوتاهی با یک ماده می‌آمیزند و آشیانه‌ای با او درست می‌کنند، و پس از آنکه ماده تخم‌گذاری کرد او را از میان خود بیرون می‌اندازند؛ یا آنکه با کنار زدن یک جفت قوی دگرجنسگرا از آشیانه‌شان، آن را به تصرف خود درآورده و از تخم‌های آن نگهداری می‌کنند. زوج‌های همجنسگرا همچنین والدین خوبی هستند و از آنجا که دو نر توانایی بدنی بالاتری دارند، بخش بزرگتری از آبخیز را به زیر قلمرو خود می‌برند و غذای بیشتری برای جوجه‌هایشان تأمین می‌کنند. میزان موفقیت در بزرگ کردن جوجه‌ها در زوج‌های همجنسگرا ۸۰ درصد است در حالی که برای زوج‌های دگرجنسگرا ۳۰ درصد. قوهای ماده از یک جنس نیز تشکیل زوج می‌دهند و بر روی تخم‌های نابارور خود می‌خوابند. هیچ نمونه‌ای از یک قوی ماده تنها که اقدام به نشستن بر تخم‌هایی کرده باشد در حالی که هیچ «زوجی» ندارد، دیده نشده و وجود دو قو برای بزرگ کردن تخم‌ها ضروری است.
قوها به صورت معمول آرام و غیرتهاجمی هستند ولی هنگامی که تخم یا جوجه دارند می‌توانند به شدت از خود، تخم‌ها، و جوجه‌هایشان در برابر مهاجمان احتمالی دفاع کنند. قوهای نر محدوده‌ای از اطراف خود و خانواده‌شان را قلمرو خود تلقی می‌کنند و در صورتی که این قلمرو شکسته شود با باز کردن پرهای خود و حرکت سریع به سوی مهاجم، اقدام به حمله به جانوران و حتی قایق‌ها می‌کنند. برخلاف تصور رایج در میان مردم، قوها توانایی آسیب رساندن با دهان خود یا پاهایشان را ندارند و تنها بال‌هایشان توانایی آن را دارند که با وارد کردن ضربه سخت به مهاجم آن را به عقب برانند. این ضربه‌ها تاکنون خطری برای انسان‌ها پدید نیاورده‌اند و اندک نمونه‌های آسیب‌دیدگی انسان‌ها از برخورد با قوهای خشمگین شامل شکسته شدن دست فرد مهاجم می‌شده‌اند.
رفتار قلمروخواهانه در همه قوهای سفیدرنگ دیده می‌شود و اندازه قلمرو بسته به نوع قو می‌تواند کم یا زیاد باشد ولی اغلب محدوده گسترده‌ای از کرانه آب به دور محل آشیانهٔ زوج را شامل می‌شود. فاصله تقریبی میان دو آشیانه تخم‌گذاری در رودهای اطراف آکسفورد ۲٫۴ تا ۳٫۲ کیلومتر است و کمترین فاصله ثبت‌شده ۹۰ متر بوده. رنگ سفید قوها، که باعث می‌شود از فاصله‌های دور بتوان به سادگی تشخیصشان داد، عاملی کمک‌کننده در نشانه‌گذاری قلمرو توسط یک زوج قو دارد. قوهای نیمکره جنوبی اما مانند همنوعان سفیدپر خود در نیمکره شمالی قلمروخواه نیستند. قوهای سیاه در گروه‌های بزرگ زندگی می‌کنند و فاصله آشیانه‌هایشان از هم اغلب بیشتر از ۱ متر نمی‌شود. بررسی‌ها نشان می‌دهند که به وجود آمدن رفتارهای قلمروخواهانه وابسته به تفاوت‌های محلی در میزان حشرات و گیاهان هستند به گونه‌ای که در حالی که قوهای نیمکره شمالی نیاز به هرچه سریع‌تر بزرگ کردن فرزندانشان به منظور آماده کردن آن‌ها برای فصل‌های سخت زمستان داشته‌اند، قوها نیمکره جنوبی، و به ویژه قوی سیاه، وابسته به گیاهانی آبی بوده‌اند که با هر بار بالا و پایین رفتن آب رودخانه‌ها تجدید رویش می‌کردند، از این رو یک منطقه کوچک نیز برای غذا دادن به چندین خانواده قو کافی بوده.
طول عمر قوها می‌تواند به بیش از بیست سال برسد. آن‌ها پس از انتخاب همسر در مناطق باتلاقی قلمرویی برای آشیانه خود تعیین می‌کنند، وهر گاه نیاز باشد پرنده نر به دفاع از آن می‌پردازد. قوها تخم‌های خود را در لانه‌ای به طول تقریبی یک متر روی خشکی و در کنار آب می‌سازند. ماده ۴ تا ۶ تخم سفید رنگ می‌گذارد و به تنهایی روی آن می‌خوابد تا جوجه‌ها به دنیا بیایند. برخلاف اردک‌ها و غازها، جنس نر به جنس ماده در ساختن آشیانه کمک می‌کند. همچنین قوهای نر در نگهداری از تخم‌ها و پرورش جوجه‌ها به جفت خود کمک می‌کنند.
جوجه‌ها پس از به دنیا آمدن نیاز به ۷۰ تا ۸۰ روز مراقبت از سوی پدر و مادر دارند و پس از آن می‌توانند خود به پرواز بپردازند. آن‌ها در هنگام کودکی بر روی پشت پدر یا مادرشان و در حالی که آن‌ها در حال شنا بر روی آبند، می‌نشینند. این رفتار به ویژه در قوهای گردن‌سیاه دیده می‌شود ولی در قوی سیاه کمتر. هر دو قوی نر و ماده بچه‌ها را بر پشت خود سوار می‌کنند اما نقش قوی مادر بیشتر است.

## بیماری‌ها و عوامل مرگ

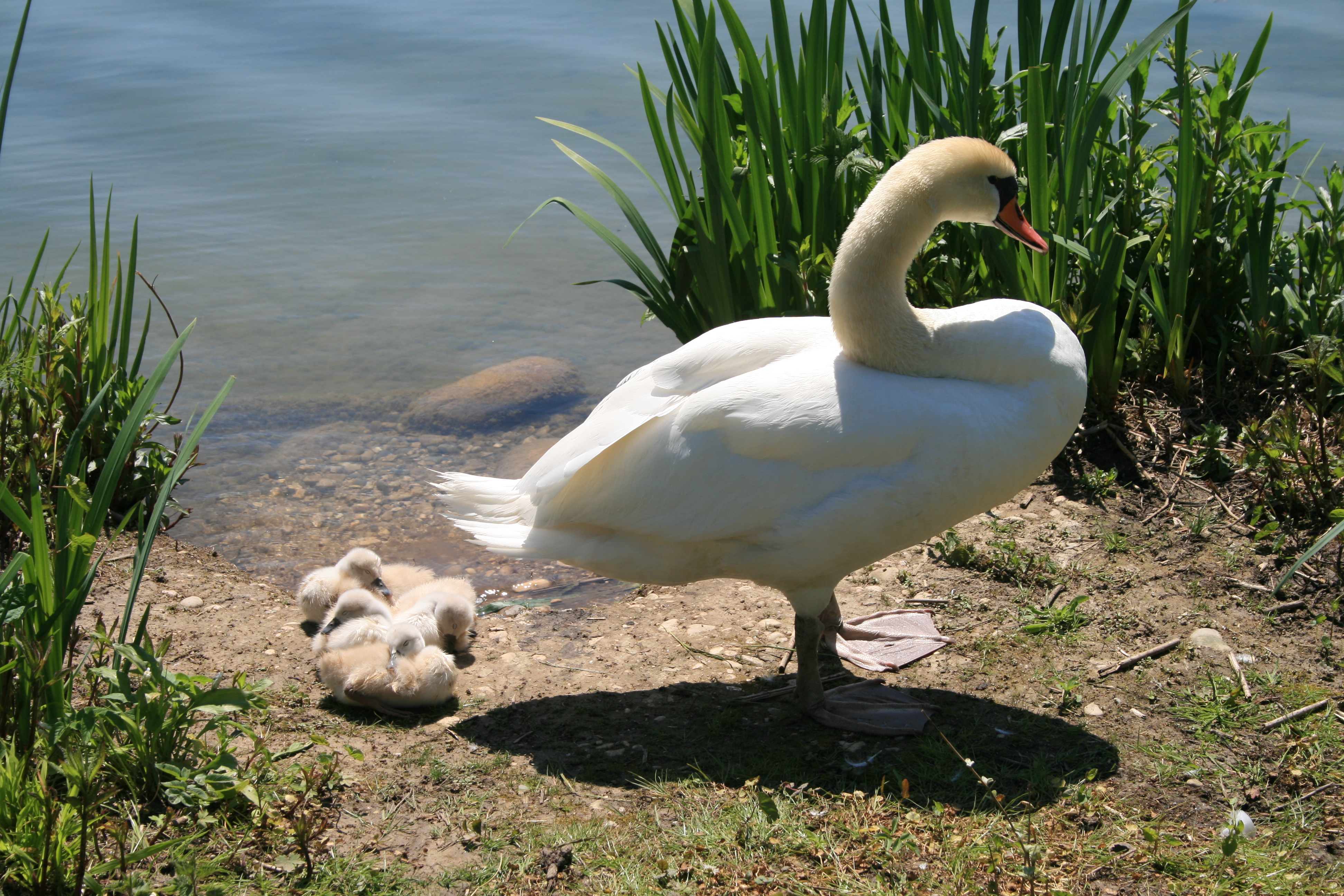
قوهایی که از سرب مسموم شده باشند به جای گردن‌های صاف و شق، خمیدگی‌ای در گردن در انتهای چسبیده به تن دارند.

معمول‌ترین علت مرگ قوها برخورد آنان با اشیا ساخته شده توسط انسان‌ها است که ۲۶ درصد کل مرگ و میر آن‌ها را تشکیل می‌دهد. این مسئله از آن رو برای قوها مشکل‌آفرین است که جثه بزرگ و وزن زیادشان باعث می‌شود که هنگامی که با سرعت ۵۰ تا ۸۰ کیلومتر در ساعت پرواز می‌کنند، نتوانند فوری از سرعت خود بکاهند و با خودروها و خطوط برق فشار قوی برخورد کنند. از سوی دیگر توانایی دید آن‌ها متوسط است و نمی‌توانند سیم‌های باریک خطوط برق را ببینند. قوها می‌توانند قربانی بیماری‌های مشترک میان پرندگان، از جمله آنفلوآنزای پرندگان، شوند.
دیگر فعالیت‌های انسانی و آلودگی محیط زیست نیز از جمله تهدیدکنندگان جان قوها هستند. پسماندهای نفتی هر ساله صدها قو را چه از راه مسمومیت به خاطر خوردن نفت و مشتقات آن و چه از راه آسیب رساندن به توانایی پرواز و ضدآب بودن پرهایشان، می‌کشند. هنگامی که نفت به پرهای قو برسد می‌تواند به سادگی به سطح بدن که هیچ‌گاه تماسی با آب ندارد برسد و جانور را بیمار کند.
مرگ به دلیل مسمومیت با میزان بالایی از سرب نیز از دیگر مواردی است که فعالیت‌های انسانی قوها را تحت تأثیر قرار می‌دهد؛ در این موارد قوها با خوردن ناآگاهانه وزنه‌های سربی قلاب ماهیگری، که برای سنگین شدن آن و پایین رفتنش در آب به کار برده می‌شوند، یا زندگی در آبی که توسط پسماندهای حاصل از کاوش‌های معدنی آلوده شده باشد دچار مسمومیت می‌شوند. در یک بررسی انجام گرفته در سال ۱۹۹۴ میلادی، تعداد ۱۰٬۰۰۰ قوی کشته شده توسط این عامل در ۱۴ کشور جهان شناسایی شدند. هنگامی که سرب وارد بدن قو می‌شود و جذب آن می‌گردد بی‌درنگ باعث اختلال در سامانه عصبی-ماهیچه‌ای می‌شود. قوهای آلوده ماهیچه‌هایی نرم پیدا می‌کنند و گردنشان خم و گره‌خورده می‌شود. در این هنگام توانایی ماهیچه‌های گردن برای فرودادن غذا به درون معده تحلیل می‌رود و قو در حالی که گردنی پر از غذا و معده‌ای خالی دارد، پس از مدتی از گرسنگی می‌میرد.
دشمنان طبیعی قوها را راکون، روباه، سمور آبی، کایوت و سگها تشکیل می‌دهند که با حمله به آشیانه در هنگام خلوت بودن، اقدام به خوردن و دزدیدن تخم‌ها و جوجه‌ها می‌کنند.

## رابطه با انسان

### شکار

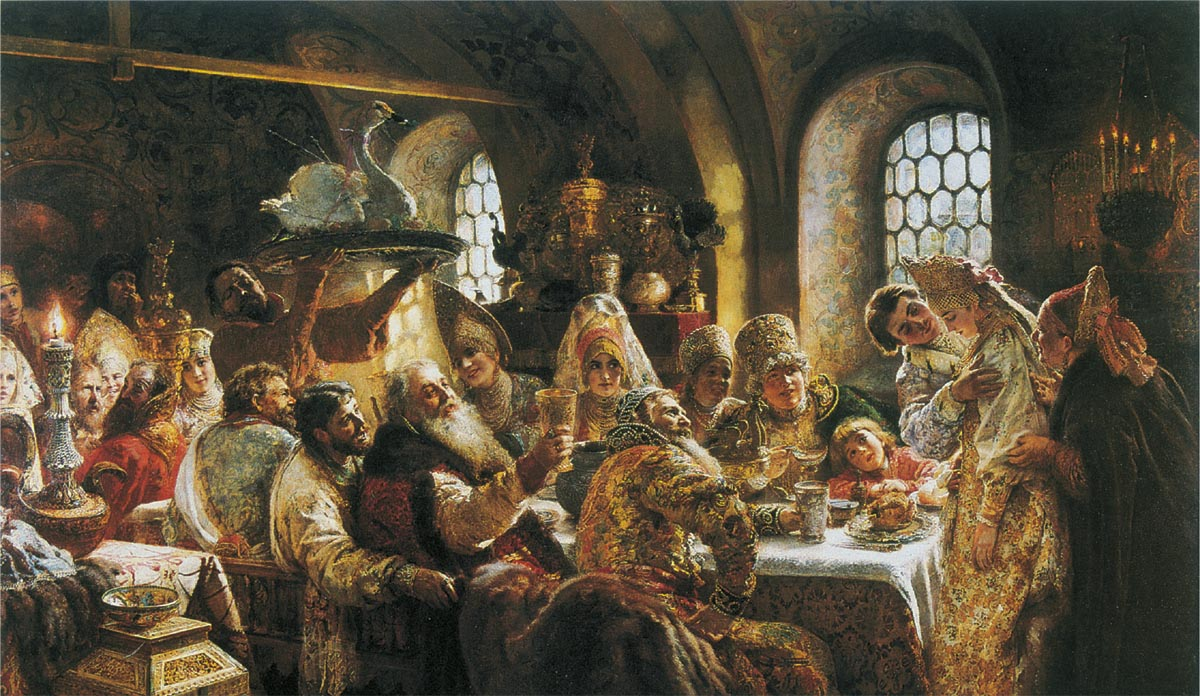
عروسی در خانه بویارها، تابلویی از کنستانتین ماکوفسکی، ۱۸۳۳

قدیمی‌ترین تاریخ‌های ثبت‌شده از شکار قوها توسط انسان به دوران عصر سنگ می‌رسد. بومیان آمریکا در گذشته از استخوان‌های قوهای ترومپت‌زن به عنوان اسکنه جراحی و دسته استفاده می‌کردند. در گذشته، اسکیموها در کانادا سوار بر کایاک و کانو با نیزه به شکار قوهای سوت‌زن می‌پرداختند و شکار قو تنها با یک دست افتخاری برای جوانان به حساب می‌آمد.
قوها در زمان‌های گذشته همانند دیگر پرندگان آبزی در اروپا شکار می‌شدند یا به منظور بهره‌گیری ازشان پرورش داده می‌شدند. قوی گنگ در اروپا به صورت نیمه‌اهلی به خاطر گوشت و پرهایش پرورش داده می‌شد و برای جلوگیری از پروازشان، پیش از به‌دست آوردن توانایی پرواز شاه‌بال آن‌ها کوتاه می‌شد. این روش برای نزدیک به یک هزاره در انگلستان اجرا می‌شد و هیچ‌کس در اروپا تا آغاز سده پیشین صدای بال زدنشان را نشنیده بود. برای بهره‌گیری از گوشت این پرندگان، قوهای جوان را از والدینشان جدا می‌کردند و پس از آنکه مدتی صرف چاق کردنشان در یک برکهٔ جداگانه می‌شد، خوراک‌های پادشاهی از گوشت بریان آن‌ها تهیه می‌کردند. هیچ جشنی در سده‌های میانی در انگلستان بی وجود یک یا دو قوی سرخ کرده معنا پیدا نمی‌کرد و در جشن‌های بزرگ گاه تا ۴۰۰ قوی بریان نیز آماده می‌شد. در ایسلند بر پشت اسب‌ها به دنبال قوهای فریادکش می‌رفتند یا سگ‌ها را برای شکارشان می‌فرستادند. در روسیه شکارچیان با قایق‌های بزرگ و تورهای عظیم به شکار قوهای فریادکش می‌رفتند و گاه بیش از ۳۰۰ قو را در یک روز شکار می‌کردند.
قوهای سیاه و گردن‌سیاه از لحاظ شکار شدن توسط انسان‌ها از وضعیت بهتری نسبت به دیگر قوها برخوردار بوده‌اند. این جانوران در منطقه زندگیشان مورد توجه اهالی بوده و کمتر شکار می‌شدند. با این حال، افزایش جمعیت این پرندگان و زیانی که به زمین‌های کشاورزی وارد می‌کنند باعث شده‌است که نهادهای حفاظتی محلی اقدام به کشتن تعدادی از آن‌ها یا صدور اجازه برداشتن تعداد محدودی از تخم این پرندگان برای کنترل جمعیتشان کنند. بومیان محلی زلاندنو اما به شکار قوها می‌پرداختند و به نظر می‌رسد که شکار بیش از حد باعث انقراض نسل قوی زلاندنو شد. شاهد بر این مدعا استخوان‌های قوی یافت‌شده در خانه‌های شکارچیان پولی‌نزیایی موآ است که در سده ۱۰ به زلاندنو مهاجرت کردند. موآها به گمانی در سده ۱۷ منقرض شدند و قوها به احتمالی یکصد سال پیش از آن‌ها.

### در فرهنگ عامیانه

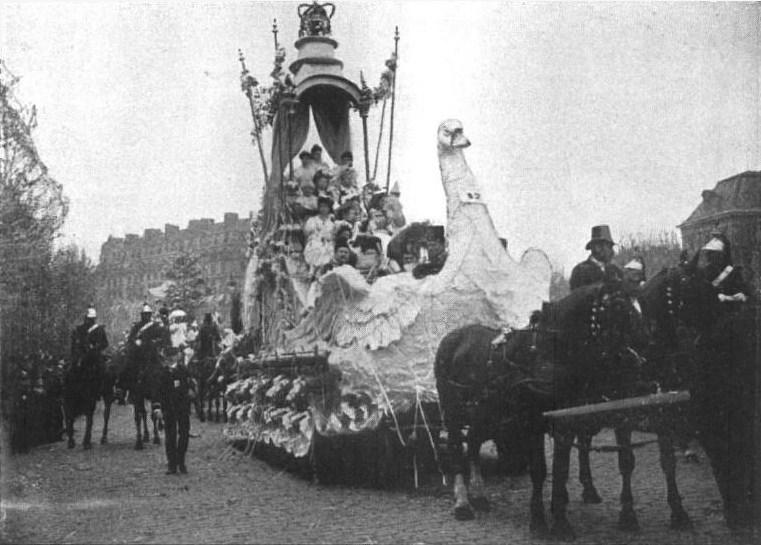
ماری شناکه، شهبانوی کارناوال ۱۸۹۷ پاریس، سوار بر ارابه‌ای به شکل قو.

قوها به دلیل رنگ ویژه بدن و رفتارهای منحصر به فردشان همواره در طول تاریخ مورد توجه انسان‌ها بوده‌اند و از آن‌ها در فرهنگ بشری یاد شده‌است. کهن‌ترین نگاره‌های قو مربوط به دوره سنگی می‌شوند. تصاویری از قو مربوط به این دوره بر روی صخره‌های دریاچه اونگا در روسیه پیدا شده‌اند. بیشتر این نگاره‌ها حاصل خیال‌پردازی‌های انسان‌ها بوده‌اند و نقش آن‌ها در باورهای مربوط به فرهنگ‌های پگان آشکار است. در بعضی از آیین‌های پرستش خورشید، قو به شکل خورشید به تصویر کشیده می‌شد؛ او کسی بود که ارابه براهما را «که سریع‌تر از خیال پرواز می‌کرد،» می‌راند. آپولو، خدای خورشید در یونان باستان، ارابه‌ای داشت که توسط قوها کشیده می‌شد و او توسط آن به سرزمینی بهشتی می‌رفت که انسان‌ها می‌توانستند در آن هزار سال زندگی کنند.
مردمان روم و یونان باستان آمدن قوها و دیده شدنشان توسط مردم را نشانه‌ای از آب و هوای خوب و دریانوردی امن می‌دانستند. از قو در افسانه‌های یونان باستان نیز سخن به میان آورده شده‌است. در داستان لدا و قو، زئوس در هیبت یک قو بر لدا پدیدار شده و در کنار او می‌خوابد. قوها برای لدا مقدس بودند و این به خاطر پرهای سفیدشان و تصویر V شکل پروازشان در آسمان به هنگام مهاجرت بوده چرا که V در آن هنگام نمادی زنانه تلقی می‌شده؛ از این رو زئوس ترجیح می‌دهد در چنان هیبتی با لدا همخوابه شود. در نوشتار رومیان و یونانیان همچنین به آواز قو در هنگام مرگش توجه شده‌است. ارسطو نخستین اشارات به این آواز قوها را داشته. در حکایتهای ازوپ قویی در پاسخ به پرسش رهگذری که از او دلیل نغمه‌سراییش پیش از مرگ را می‌دهد، می‌گوید که او از آن رو آواز می‌خواند که «به زودی به جایی خواهم رفت که دیگر نه دشمنی دارم، نه شکارچی به سراغم می‌آید، و نه گرسنگی را تجربه خواهم کرد.» بنا به گفته افلاطون، سقراط نیز بر این باور بود که قوی در حال مرگ زیبایی‌های بهشت را در نغمه‌اش پیش‌بینی می‌کند. رابطه قو با جهان پس از مرگ و دانش آن‌ها از آنکه پس از مرگ چه در پیش است تا آنجا پیش رفت که باوری شکل گرفت که در آن تصور می‌شد روح همه شاعران بزرگ در بدن قوها ظهور پیدا می‌کند.
قو در باورهای مردم سلت و توتون نیز نقش مهمی داشت. افسانه‌ای باستانی در نروژ وجود دارد که قلمرو خدایان را درخت زبان گنجشک بزرگی می‌داند که توسط سه ریشه تنومند نگهداری شده‌است. سومین ریشه درخت در برکه‌ای در آسمان قرار دارد که آبش «هر آنچه در آن وارد شود را همچنان نوار نازکی که درون پوسته تخم‌مرغ است، سفید می‌کند.» درون این آب دو قو زندگی می‌کنند که همه قوهای جهان از نژاد آن‌ها هستند. این پرنده در میان دیگر فرهنگ‌های اروپایی در اتریش و انگلستان نیز دارای نقش نمادین مهمی بوده‌است.

قوی نقره‌ای که در زندگی نشانی از خود نگذاشت
هنگامی که مرگ نزدیک شد گلوی خاموشش را گشود
آنگاه که سینه‌اش را بر کرانهٔ نی‌خیز می‌کشاند
نخستین و واپسین نغمه‌اش را سرود، و دیگر هیچ نخواند
بدرود ای همه خوشی‌ها، بیا ای مرگ و چشم‌هایم را ببند
و کنون چه بیشتر غازها که از قوها می‌زیند، چه بیشتر نادانان ز بخردان

نواهای بزم و سرودهای جمع اثر اورلاندو گیبونز
در میان مردم انگلستان باوری دیرین وجود دارد که همه قوها را جزو دارایی‌های پادشاه می‌داند. این باور پس از آنکه پارلمان این کشور در سال ۱۴۸۲ اجازه مالکیت بر قوهای ساکن در املاک را به زمین‌داران داد، شکل گرفت. قوی گنگ در انگلستان به شکل رسمی پرنده‌ای پادشاهی است و مالک همه قوهای انگلستان و رودخانه تیمز هم‌اکنون شهبانو الیزابت دوم است. هر ساله قوهای شهبانو در رود تیمز سرشماری می‌شوند و از وضعیت زندگی و جمعیتشان آمار تهیه می‌شود. در گذشته مجازات کسانی که به قوهای پادشاهی تعرض می‌کردند یا آنکه تخم آن‌ها را به همراه داشتند بسیار شدید بود. در یک مورد، دادگاهی در بیکنزفیلد مردی را به خاطر کشتن یک قو به شش هفته کار سخت و هفت روز بیشتر به خاطر دزدیدن تخم قو محکوم کرد.
در آیین هندو قو ابزار حرکت و جابجایی سرسوتی، ایزدبانوی آموزش، هنر، خنیاگری، و رودخانه‌هاست. قوی نشسته در کنار او توانایی تشخیص شیر از آب را در مخلوطی از آن‌ها داراست؛ از این رو نماد درست‌آزمایی میان درست و نادرست و خوبی و بدی است. از این پرنده در آیین هندو همواره به نیکی و بزرگی یاد شده. مهربانانه‌ترین باور دربارهٔ قوها نیز از هند سرچشمه می‌گیرد؛ هنگامی که بودای جوان قویی را می‌بیند که از تیری زخمی شده و بر زمین افتاده‌است، تیر را از بدن جانور بیرون می‌آورد و با این استدلال که «زندگی از آن کسی است که نجات می‌دهد، نه آنکه آن (زندگی) را می‌گیرد،» قو را تسلیم شکارچی نمی‌کند. قو از این رو نمادی برای بودائیان شد که نشان از آنچه بودا را به سوی زندگی بهتر و ارزش‌های والای اخلاقی می‌رساند، می‌داد.

قوها در نشان خانوادگی شهر کانبرا، استرالیا

به قوی سیاه در داستان‌های عامیانه بومیان استرالیا نیز توجه شده. در این داستان‌ها دربارهٔ اینکه چگونه پیشینیان مردم نیونگار، مردم بومی ساکن در جنوب غربی استرالیا، از هیبت قوهایی سیاه به شکل انسان درآمدند سخن به میان آمده‌است. قوی سیاه در زبان مردم بومی استرالیا بیاهمول نامیده می‌شد. بیاهمول به معنای پرنده بیامی، آن بزرگ، که ایزدبانویی اصلی در افسانه‌های استرالیایی است، بود. از این رو قوی سیاه ارتباط نزدیکی با افسانه آفرینش داشت. البته با آنکه قوی سیاه تا پیش از کشف استرالیا توسط اروپاییان شناخته شده نبود، به این پرنده به شکلی کاملاً دگرگون در باور مردم قاره سبز نگاه می‌شد. باور اروپاییان بر این بود که قوی سیاه‌رنگ نماد اهریمن و بدی‌ها است و پرنده‌ای است که ردای دوزخ بر تن کرده. مردمان بومی آمریکای جنوبی نیز داستان‌هایی دربارهٔ قوی گردن‌سیاه داشتند. در این داستان‌ها این پرنده ارتباط نزدیکی با خدای خورشید دارد و گاه نقشی دوگان با قوی کوسکوروبا بازی می‌کند.
این پرنده زیبا و افسانه‌ای جایگاه مهمی در هنر و ادبیات نوین دارد. در داستان‌های کودکان، داستان جوجه اردک زشت نمایش‌دهندهٔ جوجه اردکی است که به دلیل زشتی و کم‌تحرک‌تر بودن نسبت به همسالان خود رانده می‌شود ولی پس از رانده شدن از گروه به شکل قویی به بلوغ رسیده و زیبایی بی‌نظیر به دست می‌آورد. قو همچنین به دلیل وفاداری و عشق خود نسبت به جفتش دستمایه تعدادی از آثار هنری رمانتیک از جمله اپراهای پارسیفال و لوهنگرین اثر ریچارد واگنر شده‌است. قوی سپید و قوی سیاه شخصیت‌های اصلی بالهٔ نامدار دریاچه قو اثر چایکوفسکی را تشکیل می‌دهند. سیبلیوس آهنگ قوی توئونلا را بر پایه افسانهٔ کهنی فنلاندی نوشت. در غالب این آثار هنری قو نماد پاکی، بی‌گناهی، و تجسم باکره‌ای دست‌نخورده‌است. زادن و مرگ فریبای قو در دریا در شعری از مهدی حمیدی شیرازی، شاعر ایرانی معاصر، با مطلع زیر به‌زیبایی توصیف می‌شود:
| شنیدم که چون قوی زیبا بمیرد |  | فریبنده زاد و فریبا بمیرد |

تصویر قو در نشان‌های خانوادگی مناطق گوناگونی از جهان دیده می‌شود. قوی سیاه در پرچم استرالیای غربی و دیگر پرچم‌های محلی استرالیا و زلاندنو جای دارد. قوی گنگ پرنده ملی غیررسمی کشور دانمارک است و در سال ۱۹۲۶ در این کشور جانوری حفاظت‌شده نامیده شد.

### قو در فرهنگ ایران
نام قو در بسیاری از زبان‌های ایران مانند گیلکی، تبری، کردی و ترکی با همین نام خوانده می‌شود. گویا نام لاتین Cygnus در زبان عربی تبدیل به ققنوس شده و وارد زبان فارسی شد. واژهٔ قو با بخش نخست این واژه نیز همسان است.
قو نماد باشگاه فوتبال ملوان بندر انزلی است و بازیکنان این تیم با لقب «قوهای سپید خزر» خوانده می‌شوند.